# Império Alemão
O Império Alemão (em alemão:  Deutsches Kaiserreich), também conhecido como Alemanha Imperial, ou Segundo Reich (em alemão: Zweites Reich) ou simplesmente Alemanha, foi o período do Reich Alemão desde a unificação da Alemanha em 1871 até a Revolução de Novembro de 1918, quando o Reich Alemão mudou sua forma de governo de uma monarquia para uma república.
O império foi fundado em 18 de janeiro de 1871, quando os estados do sul da Alemanha, exceto Áustria, Suíça e Liechtenstein, aderiram à Confederação da Alemanha do Norte e a nova constituição entrou em vigor em 16 de abril, mudando o nome do estado federal para Império Alemão e introduzindo o título de Imperador Alemão para Guilherme I, Rei da Prússia da Casa de Hohenzollern. Berlim continuou sendo sua capital, e Otto von Bismarck, Ministro-Presidente da Prússia, tornou-se Chanceler, o chefe do governo. Enquanto estes acontecimentos ocorriam, a Confederação da Alemanha do Norte, liderada pela Prússia, e os seus aliados do sul da Alemanha, como Baden, Baviera, Württemberg e Hesse, ainda estavam envolvidos na Guerra Franco-Prussiana. O Império Alemão consistia em 25 estados, cada um com sua própria nobreza, quatro reinos constituintes, seis grão-ducados, cinco ducados (seis antes de 1876), sete principados, três cidades hanseáticas livres, e um território imperial. Embora a Prússia fosse um dos quatro reinos do reino, continha cerca de dois terços da população e do território do Império, e o domínio prussiano também foi estabelecido constitucionalmente, uma vez que o rei da Prússia também era o imperador alemão (Deutsger Kaiser).
Depois de 1850, os estados da Alemanha tornaram-se rapidamente industrializados, com especial destaque para o carvão, o ferro (e mais tarde o aço), os produtos químicos e os caminhos-de-ferro. Em 1871, a Alemanha tinha uma população de 41 milhões de pessoas; em 1913, este número aumentou para 68 milhões. Um conjunto de estados fortemente rurais em 1815, a agora unida Alemanha tornou-se predominantemente urbana. O sucesso da industrialização alemã manifestou-se de duas maneiras no início do século XX; as fábricas alemãs eram maiores e mais modernas do que as suas congéneres britânicas e francesas. O domínio do Império Alemão nas ciências naturais, especialmente na física e na química, foi tal que um terço de todos os Prémios Nobel foi atribuído a inventores e investigadores alemães. Durante os seus 47 anos de existência, o Império Alemão tornou-se o gigante industrial, tecnológico e científico da Europa e, em 1913, a Alemanha era a maior economia da Europa continental e a terceira maior do mundo. A Alemanha também se tornou uma grande potência, construindo a rede ferroviária mais longa da Europa, o exército mais forte do mundo, e uma base industrial em rápido crescimento. Começando muito pequena em 1871, em uma década, a Marinha ficou atrás apenas da Marinha Real Britânica.
De 1871 a 1890, Otto von Bismarck é até hoje o Chanceler com mais tempo no cargo, foi marcado por um relativo liberalismo no início, mas com o tempo tornou-se mais conservador. Reformas amplas, o Kulturkampf anticatólico e a repressão sistemática do povo polaco marcaram o seu período no cargo. Apesar do seu ódio ao liberalismo e ao socialismo – ele chamou os liberais e socialistas de “inimigos do Reich” – os programas sociais introduzidos por Bismarck incluíam pensões de velhice, seguro de acidentes, cuidados médicos e seguro de desemprego, todos aspectos do moderno estado de bem-estar social europeu.
No final do mandato de Bismarck e apesar da sua oposição pessoal anterior, a Alemanha envolveu-se no colonialismo. Reivindicando grande parte do território que sobrou ainda não conquistado pelos europeus na Partilha da África, conseguiu construir o terceiro maior império colonial da época, depois dos britânicos e dos franceses. Como estado colonial, por vezes entrou em conflito com os interesses de outras potências europeias, especialmente o Império Britânico. Durante a sua expansão colonial, o Império Alemão cometeu o genocídio dos hererós e namaquas.
Após a remoção de Otto von Bismarck por Guilherme II em 1890, o império embarcou na Weltpolitik ("política mundial") – um novo rumo belicoso que acabou por contribuir para a eclosão da Primeira Guerra Mundial. Os sucessores de Bismarck foram incapazes de manter o complexo do seu antecessor, alianças mutáveis e sobrepostas que impediram a Alemanha de ficar diplomaticamente isolada. Este período foi marcado pelo aumento da opressão do povo polaco e por vários factores que influenciaram as decisões do Imperador, que foram muitas vezes percebidas como contraditórias ou imprevisíveis pelo público. Em 1879, o Império Alemão consolidou a Dupla Aliança com a Áustria-Hungria, seguida pela Tríplice Aliança com a Itália em 1882. Também manteve fortes laços diplomáticos com o Império Otomano. Quando chegou a grande crise de 1914, a Itália abandonou a aliança e o Império Otomano aliou-se formalmente à Alemanha.
Na Primeira Guerra Mundial, os planos alemães para capturar Paris rapidamente no outono de 1914 falharam e a guerra na Frente Ocidental tornou-se um impasse. O bloqueio naval aliado causou grave escassez de alimentos e suplementos. Contudo, a Alemanha Imperial teve sucesso na Frente Oriental; ocupou uma grande quantidade de território a seu leste após o Tratado de Brest-Litovsk. A declaração alemã de guerra submarina irrestrita no início de 1917 contribuiu para trazer os Estados Unidos para a guerra. Em outubro de 1918, após a fracassada Ofensiva da Primavera, os exércitos alemães estavam em retirada, os aliados Áustria-Hungria e o Império Otomano haviam entrado em colapso e a Bulgária havia se rendido. O império entrou em colapso na Revolução de Novembro de 1918 com a abdicação de Guilherme II, que deixou a república federal do pós-guerra para governar uma população devastada. O Tratado de Versalhes impôs custos de reparação pós-guerra de 132 mil milhões de marcos de ouro (cerca de 269 mil milhões de dólares ou 240 mil milhões de euros em 2019, ou cerca de 32 mil milhões de dólares em 1921), bem como limitou o exército a 100.000 homens e proibiu recrutamento, veículos blindados, submarinos, aeronaves e mais de seis navios de guerra. A consequente devastação econômica, posteriormente exacerbada pela Grande Depressão, bem como a humilhação e a indignação vividas pela população alemã são consideradas fatores principais na ascensão de Adolf Hitler e do Nazismo.

## História

### Prelúdio

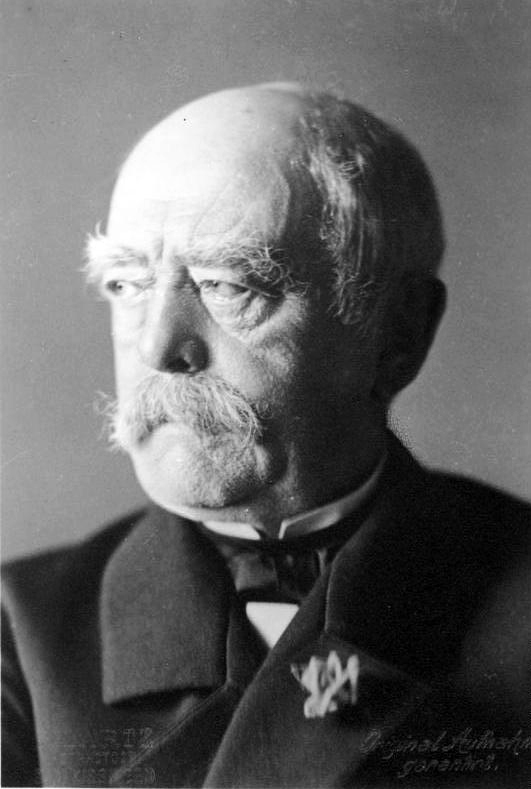
Chanceler Otto von Bismarck

A Confederação Germânica havia sido criada por um ato do Congresso de Viena em 8 de junho de 1815 como resultado das Guerras Napoleônicas, após ter sido aludida no Artigo 6 do Tratado de Paris de 1814.
As revoluções liberais de 1848 foram esmagadas depois que as relações entre os liberais instruídos e abastados da classe média e os artesãos urbanos se romperam; A pragmática Realpolitik de Otto von Bismarck, que apelava tanto aos camponeses como à aristocracia, tomou o seu lugar. Bismarck procurou estender a hegemonia de Hohenzollern a todos os estados alemães; fazê-lo significava a unificação dos estados alemães e a exclusão do principal rival alemão da Prússia, a Áustria, do subsequente Império Alemão. Ele imaginou uma Alemanha conservadora e dominada pela Prússia. A Segunda Guerra de Schleswig contra a Dinamarca em 1864, a Guerra Austro-Prussiana em 1866 e a Guerra Franco-Prussiana em 1870-1871 desencadearam um crescente ideal pan-alemão e contribuíram para a formação do Estado alemão.
A Confederação Germânica terminou como resultado da Guerra Austro-Prussiana de 1866 entre as entidades constituintes da Confederação do Império Austríaco e seus aliados, de um lado, e a Prússia e seus aliados, do outro. A guerra resultou na substituição parcial da Confederação em 1867 por uma Confederação da Alemanha do Norte, compreendendo os 22 estados ao norte do rio Meno. O fervor patriótico gerado pela Guerra Franco-Prussiana de 1870 esmagou a oposição remanescente a uma Alemanha unificada (além da Áustria) nos quatro estados ao sul do Meno e, durante novembro de 1870, juntaram-se à Confederação da Alemanha do Norte por tratado.

#### Fundação

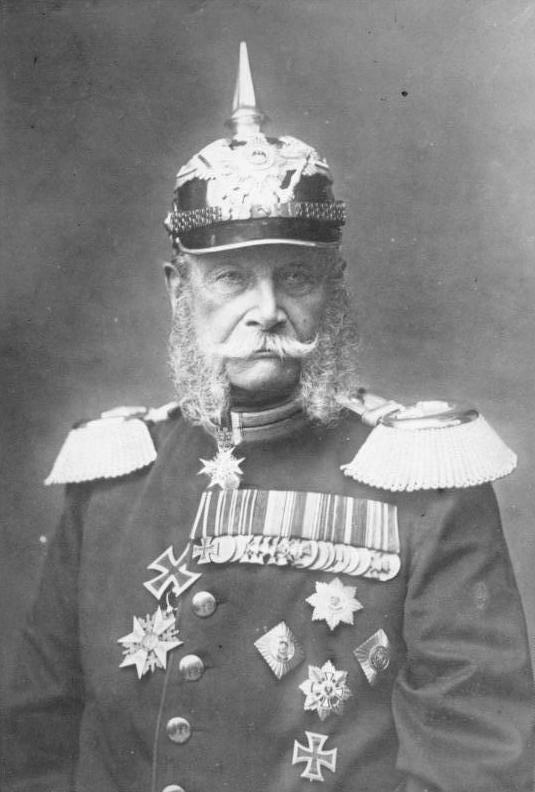
Guilherme I em 1884

Em 10 de dezembro de 1870, o Reichstag da Confederação da Alemanha do Norte renomeou a Confederação como "Império Alemão" e deu o título de Imperador Alemão a Guilherme I, Rei da Prússia, como Bundespräsidium da Confederação. A nova constituição (Constituição da Confederação Alemã) e o título de Imperador entraram em vigor em 1º de janeiro de 1871. Durante o cerco de Paris em 18 de janeiro de 1871, Guilherme foi proclamado Imperador na Galeria dos Espelhos do Palácio de Versalhes.
A segunda Constituição Alemã, adoptada pelo Reichstag em 14 de Abril de 1871 e proclamada pelo Imperador em 16 de Abril, baseou-se substancialmente na Constituição da Alemanha do Norte de Bismarck. O sistema político permaneceu o mesmo. O império tinha um parlamento chamado Reichstag, que era eleito por sufrágio universal masculino. No entanto, os círculos eleitorais originais desenhados em 1871 nunca foram redesenhados para refletir o crescimento das áreas urbanas. Como resultado, na altura da grande expansão das cidades alemãs nas décadas de 1890 e 1900, as áreas rurais estavam fortemente sobre-representadas.

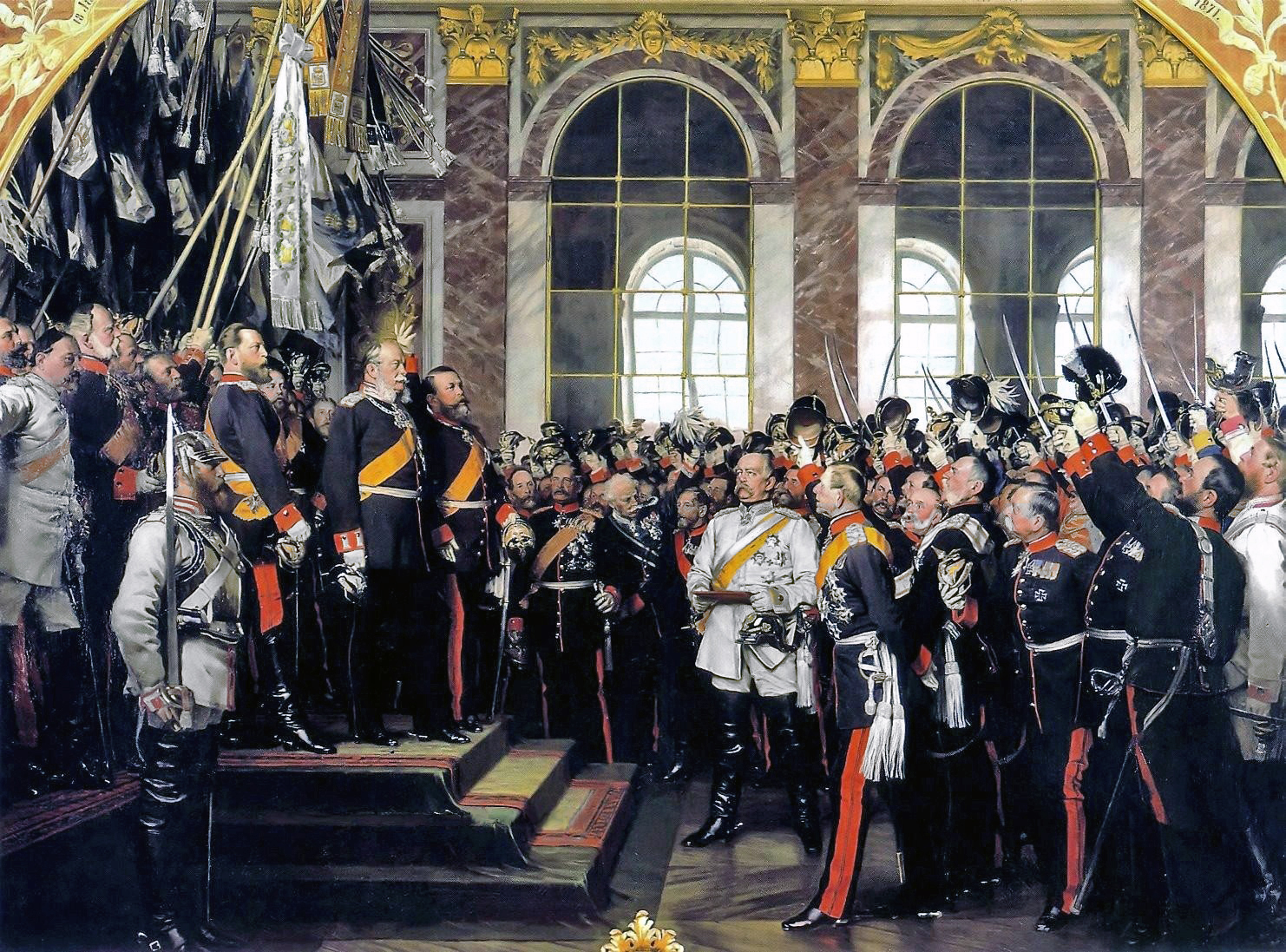
Die Proklamation des Deutschen Kaiserreiches de Anton von Werner (1877), representando a proclamação do Imperador Guilherme I (18 de janeiro de 1871, Palácio de Versalhes). A partir da esquerda, no pódio (em preto): o príncipe herdeiro Frederico (mais tarde Frederico III), seu pai o imperador, e Frederico I de Baden, propondo um brinde ao novo imperador. Ao centro (em branco): Otto von Bismarck, primeiro Chanceler da Alemanha, Helmuth von Moltke, o Velho, Chefe do Estado-Maior Prussiano.

A legislação também exigia o consentimento do Bundesrat, o conselho federal dos deputados dos 27 estados. O poder executivo foi investido no imperador, ou Kaiser, que foi auxiliado por um Chanceler responsável apenas perante ele. O imperador recebeu amplos poderes pela constituição. Somente ele nomeou e demitiu o chanceler (portanto, na prática, o imperador governava o império através do chanceler), era comandante-em-chefe supremo das forças armadas e árbitro final de todas as relações exteriores, e também poderia dissolver o Reichstag para convocar para novas eleições. Oficialmente, o chanceler era um gabinete de um homem só e era responsável pela condução de todos os assuntos de estado; na prática, os Secretários de Estado (altos funcionários burocráticos encarregados de áreas como finanças, guerra, relações exteriores, etc.) funcionavam de forma muito semelhante aos ministros de outras monarquias. O Reichstag tinha o poder de aprovar, alterar ou rejeitar projetos de lei e de iniciar legislação. Porém, como mencionado acima, na prática, o verdadeiro poder era atribuído ao imperador, que o exercia através do seu chanceler.
Embora nominalmente fosse um império federal e uma liga de iguais, na prática, o império era dominado pelo maior e mais poderoso estado, a Prússia. Estendia-se pelos dois terços do norte do novo Reich e continha três quintos da população do país. A coroa imperial era hereditária na casa governante da Prússia, a Casa de Hohenzollern. Com exceção de 1872-1873 e 1892-1894, o chanceler sempre foi simultaneamente o primeiro-ministro da Prússia. Com 17 dos 58 votos no Bundesrat, Berlim precisou apenas de alguns votos dos estados mais pequenos para exercer um controlo efetivo.
Os outros estados mantiveram os seus próprios governos, mas tinham apenas aspectos limitados de soberania. Por exemplo, tanto os selos postais como a moeda foram emitidos para o império como um todo. Moedas de uma marca também foram cunhadas em nome do império, enquanto peças de maior valor foram emitidas pelos estados. No entanto, estas emissões maiores de ouro e prata eram moedas virtualmente comemorativas e tinham circulação limitada.
Enquanto os estados emitiam as suas próprias condecorações e alguns tinham os seus próprios exércitos, as forças militares dos mais pequenos foram colocadas sob controlo prussiano. Os dos estados maiores, como os reinos da Baviera e da Saxónia, eram coordenados segundo os princípios prussianos e seriam, em tempo de guerra, controlados pelo governo federal.
A evolução do Império Alemão está um tanto alinhada com os desenvolvimentos paralelos na Itália, que se tornou um Estado-nação unido uma década antes. Alguns elementos-chave da estrutura política autoritária do Império Alemão também foram a base para a modernização conservadora no Império do Japão sob o Imperador Meiji e a preservação de uma estrutura política autoritária sob os czares do Império Russo.
Um factor na anatomia social destes governos foi a retenção de uma parte muito substancial do poder político pela elite fundiária, os Junkers, resultante da ausência de um avanço revolucionário por parte dos camponeses em combinação com as áreas urbanas.
Embora autoritário em muitos aspectos, o império tinha algumas características democráticas. Além do sufrágio universal masculino, permitiu o desenvolvimento de partidos políticos. Bismarck pretendia criar uma fachada constitucional que mascarasse a continuação de políticas autoritárias. Porém, no processo, ele criou um sistema com uma falha grave. Houve uma disparidade significativa entre os sistemas eleitorais prussiano e alemão. A Prússia utilizou um sistema de votação de três classes que ponderava os votos com base no montante dos impostos pagos, praticamente garantindo uma maioria conservadora. O rei e (com duas excepções) o primeiro-ministro da Prússia era também o imperador e chanceler do império – o que significa que os mesmos governantes tinham de procurar maiorias em legislaturas eleitas a partir de franquias completamente diferentes. O sufrágio universal foi significativamente diluído pela representação excessiva das áreas rurais a partir da década de 1890. Na virada do século, o equilíbrio populacional urbano e rural foi completamente revertido a partir de 1871; mais de dois terços da população do império vivia em cidades e vilas.

### Era Bismarck
As políticas internas de Bismarck desempenharam um papel importante na formação da cultura política autoritária do Kaiserreich. Menos preocupado com a política de poder continental após a unificação em 1871, o governo semi-parlamentar da Alemanha levou a cabo uma revolução económica e política relativamente suave a partir de cima, que os empurrou no caminho para se tornarem a principal potência industrial mundial da época.

O “conservadorismo revolucionário” de Bismarck foi uma estratégia conservadora de construção do Estado concebida para tornar os alemães comuns – e não apenas a elite Junker – mais leais ao trono e ao império. De acordo com Kees van Kersbergen e Barbara Vis, sua estratégia foi:
conceder direitos sociais para melhorar a integração de uma sociedade hierárquica, para forjar um vínculo entre os trabalhadores e o Estado, de modo a fortalecer este último, para manter as relações tradicionais de autoridade entre grupos sociais e de status, e para fornecer um poder de compensação contra as forças modernistas do liberalismo e do socialismo.
Bismarck criou o moderno estado de bem-estar social na Alemanha na década de 1880 e promulgou o sufrágio universal masculino em 1871. Ele se tornou um grande herói para os conservadores alemães, que ergueram muitos monumentos em sua memória e tentaram imitar suas políticas.

#### Política externa

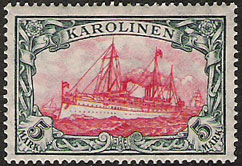
Um selo postal das Ilhas Carolinas

A política externa de Bismarck pós-1871 foi conservadora e procurou preservar o equilíbrio de poder na Europa. O historiador britânico Eric Hobsbawm conclui que ele "permaneceu campeão mundial indiscutível no jogo de xadrez diplomático multilateral por quase vinte anos depois de 1871, [dedicando-se] exclusivamente, e com sucesso, à manutenção da paz entre as potências". Este foi um afastamento da sua política externa aventureira para a Prússia, onde ele favoreceu a força e a expansão, pontuando isto dizendo: "As grandes questões da época não são resolvidas por discursos e votos maioritários - este foi o erro de 1848-49 - mas por ferro e sangue."
A principal preocupação de Bismarck era que a França tramasse vingança após a sua derrota na Guerra Franco-Prussiana. Como os franceses não tinham forças para derrotar a Alemanha sozinhos, procuraram uma aliança com a Rússia, o que prenderia a Alemanha entre os dois numa guerra (como acabaria por acontecer em 1914). Bismarck queria evitar isso a todo custo e manter relações amistosas com os russos e, assim, formou uma aliança com eles e com a Áustria-Hungria, a Dreikaiserbund (Liga dos Três Imperadores), em 1881. A aliança foi ainda cimentada por um pacto de não-agressão separado com a Rússia, denominado Tratado de Resseguro, que foi assinado em 1887. Durante este período, indivíduos dentro das forças armadas alemãs defendiam um ataque preventivo contra a Rússia, mas Bismarck sabia que tais ideias eram imprudentes. Certa vez, ele escreveu que "as vitórias mais brilhantes não valeriam contra a nação russa, por causa de seu clima, seu deserto e sua frugalidade, e por ter apenas uma fronteira para defender", e porque deixaria a Alemanha com outro vizinho amargo e ressentido.
Entretanto, a chanceler manteve-se cautelosa relativamente a quaisquer desenvolvimentos de política externa que parecessem, mesmo que remotamente, bélicos. Em 1886, ele agiu para impedir uma tentativa de venda de cavalos para a França porque eles poderiam ser usados para a cavalaria e também ordenou uma investigação sobre grandes compras russas de medicamentos de uma fábrica de produtos químicos alemã. Bismarck recusou-se teimosamente a ouvir Georg Herbert Münster, embaixador em França, que relatou que os franceses não procuravam uma guerra revanchista e estavam desesperados pela paz a todo o custo.
Bismarck e a maioria dos seus contemporâneos tinham uma mentalidade conservadora e concentraram a sua atenção em política externa nos estados vizinhos da Alemanha. Em 1914, 60% do investimento estrangeiro alemão estava na Europa, em oposição a apenas 5% do investimento britânico. A maior parte do dinheiro foi para países em desenvolvimento, como a Rússia, que não tinham capital ou conhecimento técnico para se industrializarem por conta própria. A construção da ferrovia Berlim-Bagdá, financiada por bancos alemães, foi projetada para eventualmente conectar a Alemanha com o Império Otomano e o Golfo Pérsico, mas também colidiu com interesses geopolíticos britânicos e russos. O conflito sobre a Ferrovia de Bagdá foi resolvido em junho de 1914.
Muitos consideram a política externa de Bismarck um sistema coerente e parcialmente responsável pela preservação da estabilidade da Europa. Foi também marcado pela necessidade de equilibrar uma atitude defensiva circunspecta e o desejo de se libertar das restrições da sua posição como grande potência europeia. Os sucessores de Bismarck não seguiram o seu legado de política externa. Por exemplo, o Kaiser Guilherme II, que demitiu o chanceler em 1890, deixou caducar o tratado com a Rússia em favor da aliança da Alemanha com a Áustria, o que finalmente levou a uma construção de coligação mais forte entre a Rússia e a França.

#### Colônias

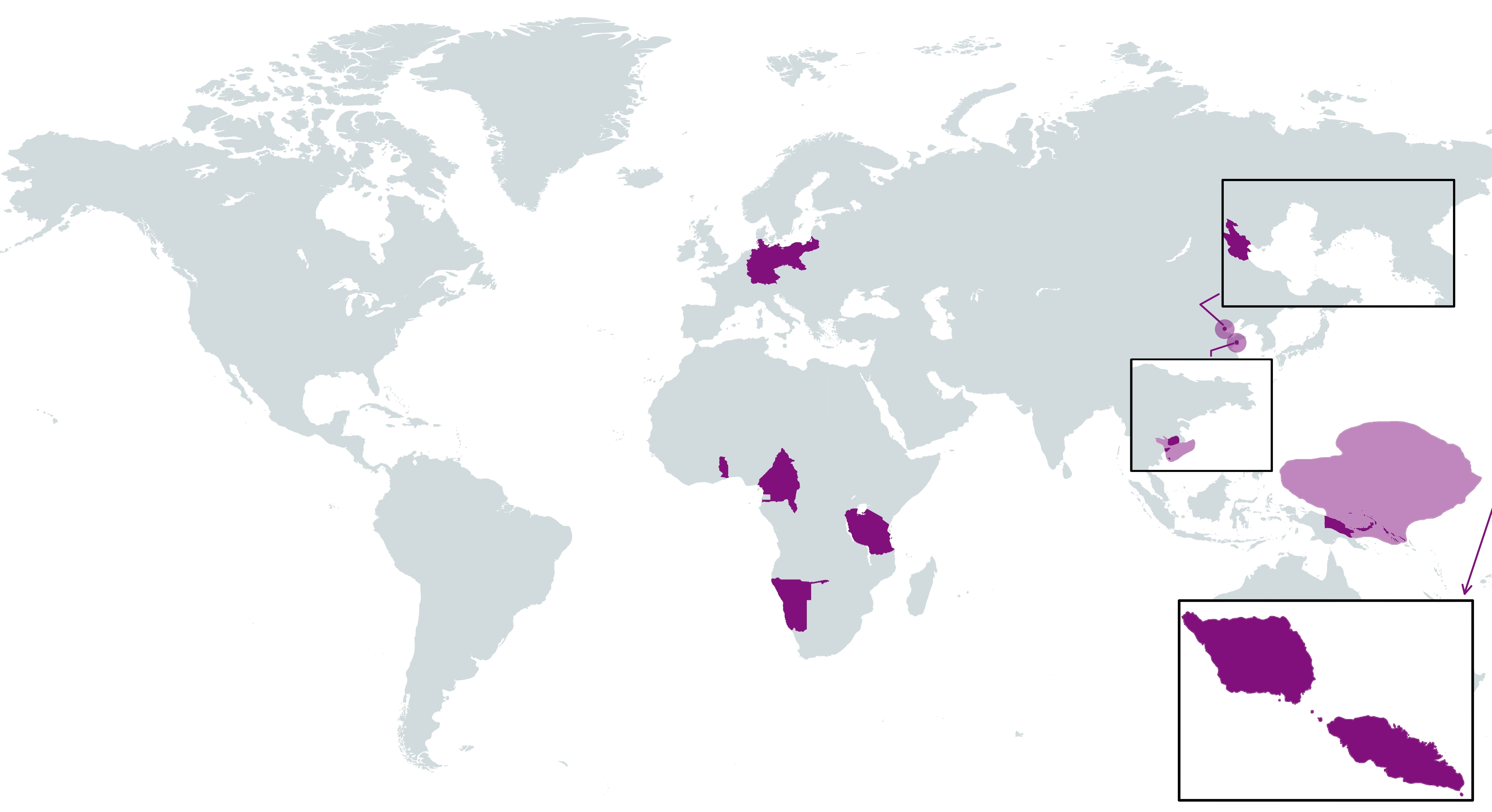
O império colonial alemão e seus protetorados em 1914

Os alemães sonhavam com o imperialismo colonial desde 1848. Embora Bismarck tivesse pouco interesse em adquirir possessões ultramarinas, a maioria dos alemães estava entusiasmada, e em 1884 ele havia adquirido a Nova Guiné Alemã. Na década de 1890, a expansão colonial alemã na Ásia e no Pacífico (Baía de Jiaozhou e Tianjin na China, nas Marianas, nas Ilhas Carolinas, em Samoa) levou a atritos com o Reino Unido, a Rússia, o Japão e os EUA. Os maiores empreendimentos coloniais estavam na África, onde as Guerras Herero no que hoje é a Namíbia em 1906–1907 resultaram no genocídio dos hererós e namaquas.

#### Economia
Em 1900, a Alemanha tornou-se a maior economia da Europa continental e a terceira maior do mundo, atrás dos Estados Unidos e do Império Britânico, que eram também os seus principais rivais económicos. Ao longo da sua existência, conheceu um crescimento económico e uma modernização liderada pela indústria pesada. Em 1871, tinha uma população predominantemente rural de 41 milhões, enquanto em 1913, este número aumentou para uma população predominantemente urbana de 68 milhões.

##### Poder industrial

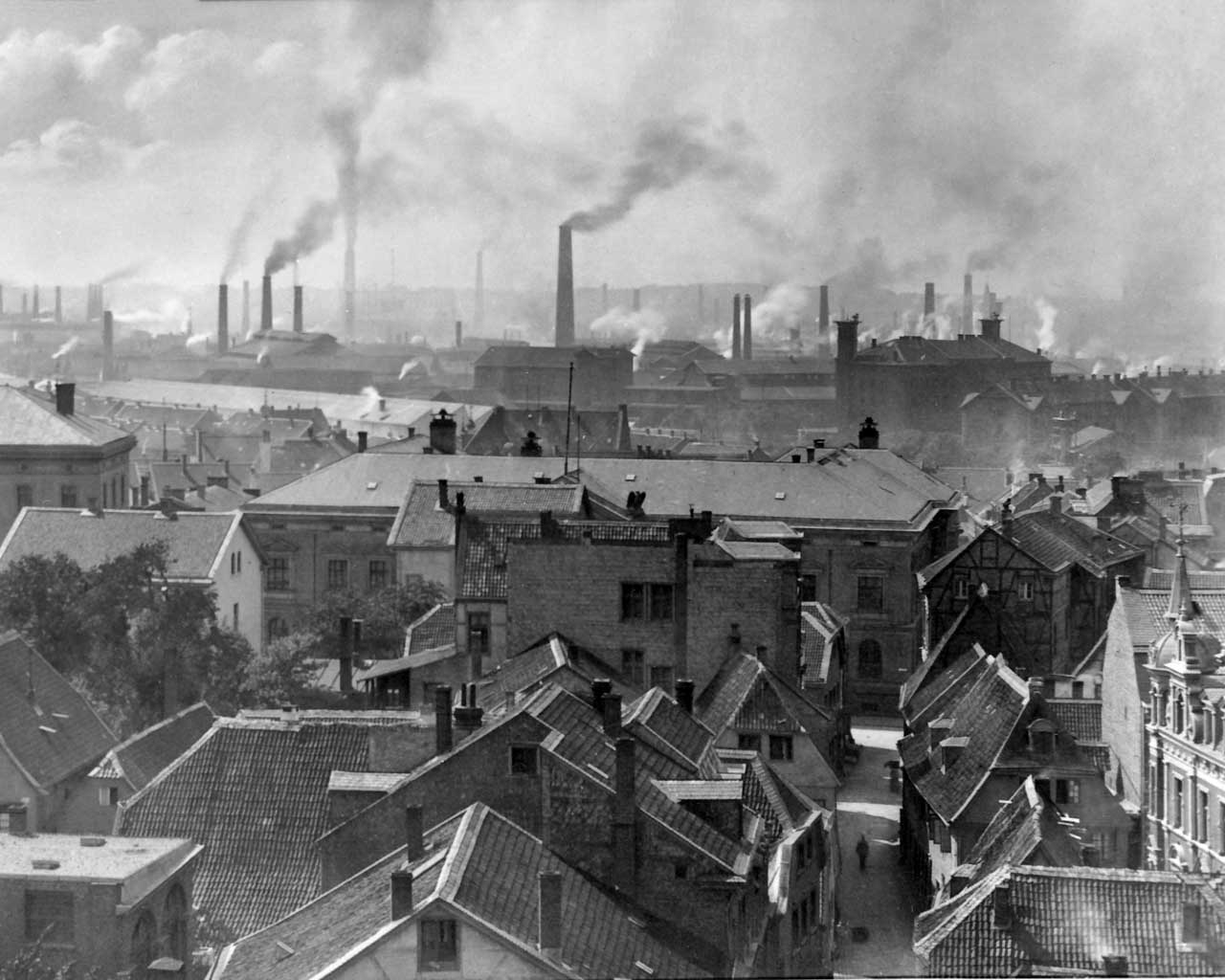
Fabrica da Krupp em Essen, 1890

Durante 30 anos, a Alemanha lutou contra a Grã-Bretanha para ser a principal potência industrial da Europa. Representante da indústria alemã foi a gigante siderúrgica Krupp, cuja primeira fábrica foi construída em Essen. Em 1902, só a fábrica se tornou "Uma grande cidade com suas próprias ruas, sua própria força policial, corpo de bombeiros e leis de trânsito. São 150 quilômetros de ferrovias, 60 prédios de fábricas diferentes, 8.500 máquinas-ferramentas, sete estações elétricas, 140 quilômetros de cabo subterrâneo e 46 aéreos."
Sob Bismarck, a Alemanha foi um inovador mundial na construção do estado de bem-estar social. Os trabalhadores alemães gozavam de benefícios de saúde, acidentes e maternidade, cantinas, vestiários e um regime nacional de pensões.
A industrialização progrediu dinamicamente na Alemanha e os fabricantes alemães começaram a capturar os mercados internos das importações britânicas e também a competir com a indústria britânica no exterior, particularmente nos EUA. As indústrias têxteis e metalúrgicas alemãs já haviam ultrapassado em 1870 as da Grã-Bretanha em organização e eficiência técnica e substituiu os fabricantes britânicos no mercado interno. A Alemanha tornou-se a potência económica dominante no continente e foi a segunda maior nação exportadora depois da Grã-Bretanha.
O progresso tecnológico durante a industrialização alemã ocorreu em quatro ondas: a onda ferroviária (1877-1886), a onda dos corantes (1887-1896), a onda química (1897-1902) e a onda da engenharia elétrica (1903-1918). Uma vez que a Alemanha se industrializou mais tarde do que a Grã-Bretanha, foi capaz de modelar as suas fábricas segundo as da Grã-Bretanha, fazendo assim uma utilização mais eficiente do seu capital e evitando métodos legados no seu salto para o envelope da tecnologia. A Alemanha investiu mais pesadamente do que os britânicos em investigação, especialmente em química, motores ICE e electricidade. O domínio da Alemanha na física e na química foi tal que um terço de todos os Prémios Nobel foi para inventores e investigadores alemães. O sistema de cartel alemão (conhecido como Konzerne), sendo significativamente concentrado, foi capaz de fazer uso mais eficiente do capital. A Alemanha não estava sobrecarregada com um império mundial caro que precisava de defesa. Após a anexação da Alsácia-Lorena pela Alemanha em 1871, absorveu partes do que tinha sido a base industrial da França.
A Alemanha ultrapassou a produção de aço britânica em 1893 e a produção de ferro-gusa em 1903. A produção alemã de aço e ferro gusa continuou a sua rápida expansão: entre 1911 e 1913, a produção alemã de aço e ferro gusa atingiu um quarto da produção global total.
As fábricas alemãs eram maiores e mais modernas do que as suas congéneres britânicas e francesas. Em 1913, a produção de electricidade alemã era superior à produção combinada de electricidade da Grã-Bretanha, França, Itália e Suécia.
Em 1900, a indústria química alemã dominava o mercado mundial de corantes sintéticos. As três principais empresas BASF, Bayer e Hoechst produziram várias centenas de corantes diferentes, juntamente com as cinco empresas menores. A Alemanha Imperial construiu a maior indústria química do mundo, a produção da indústria química alemã foi 60% superior à dos Estados Unidos. Em 1913, estas oito empresas produziam quase 90% da oferta mundial de corantes e vendiam cerca de 80% da sua produção no estrangeiro. As três principais empresas também se integraram a montante na produção de matérias-primas essenciais e começaram a expandir-se para outras áreas da química, como farmacêutica, película fotográfica, produtos químicos agrícolas e electroquímicos. A tomada de decisões de alto nível estava nas mãos de gestores profissionais assalariados; levando Chandler a chamar as empresas alemãs de tinturaria de "as primeiras empresas industriais verdadeiramente gerenciais do mundo". Houve muitos resultados da investigação – como a indústria farmacêutica, que emergiu da investigação química.
No início da Primeira Guerra Mundial (1914–1918), a indústria alemã mudou para a produção de guerra. As maiores exigências eram relativas ao carvão e ao aço para a produção de artilharia e projécteis, e aos produtos químicos para a síntese de materiais sujeitos a restrições de importação e para armas químicas e fornecimentos de guerra.

##### Ferrovias
Inicialmente carentes de uma base tecnológica, os alemães importaram a sua engenharia e hardware da Grã-Bretanha, mas rapidamente aprenderam as competências necessárias para operar e expandir as ferrovias. Em muitas cidades, as novas oficinas ferroviárias eram os centros de conscientização e treinamento tecnológico, de modo que, em 1850, a Alemanha era autossuficiente no atendimento às demandas da construção ferroviária, e as ferrovias foram um grande impulso para o crescimento da nova indústria siderúrgica. . A unificação alemã em 1870 estimulou a consolidação, a nacionalização em empresas estatais e um crescimento ainda mais rápido. Ao contrário da situação em França, o objectivo era apoiar a industrialização e, assim, linhas pesadas cruzavam o Ruhr e outros distritos industriais e proporcionavam boas ligações aos principais portos de Hamburgo e Bremen. Em 1880, a Alemanha tinha 9.400 locomotivas que transportavam 43.000 passageiros e 30.000 toneladas de carga, e ultrapassava a França. A extensão total dos trilhos ferroviários alemães aumentou de 21,000km em 1871 para 63,000km em 1913, estabelecendo a maior rede ferroviária do mundo depois dos Estados Unidos. A rede ferroviária alemã foi seguida pela Áustria-Hungria (43,280km), França (40,770km), o Reino Unido (32,623km), Itália (18,873km) e Espanha (15,088km).

#### Consolidação
A criação do Império sob a liderança prussiana foi uma vitória para o conceito de Kleindeutschland (Alemanha Menor) sobre o conceito Großdeutschland. Isto significava que a Áustria-Hungria, um Império multiétnico com uma considerável população de língua alemã, permaneceria fora do Estado-nação alemão. A política de Bismarck era procurar uma solução diplomaticamente. A aliança efetiva entre a Alemanha e a Áustria desempenhou um papel importante na decisão da Alemanha de entrar na Primeira Guerra Mundial em 1914.
Bismarck anunciou que não haveria mais acréscimos territoriais à Alemanha na Europa, e a sua diplomacia depois de 1871 concentrou-se na estabilização do sistema europeu e na prevenção de quaisquer guerras. Ele conseguiu, e somente após sua saída do cargo em 1890 é que as tensões diplomáticas começaram a aumentar novamente.

#### Problemas sociais
Depois de alcançar a unificação formal em 1871, Bismarck dedicou grande parte da sua atenção à causa da unidade nacional. Ele se opôs aos direitos civis católicos e à emancipação, especialmente à influência do Vaticano sob o Papa Pio IX, e ao radicalismo da classe trabalhadora, representado pelo emergente Partido Social-Democrata.

##### Kulturkampf

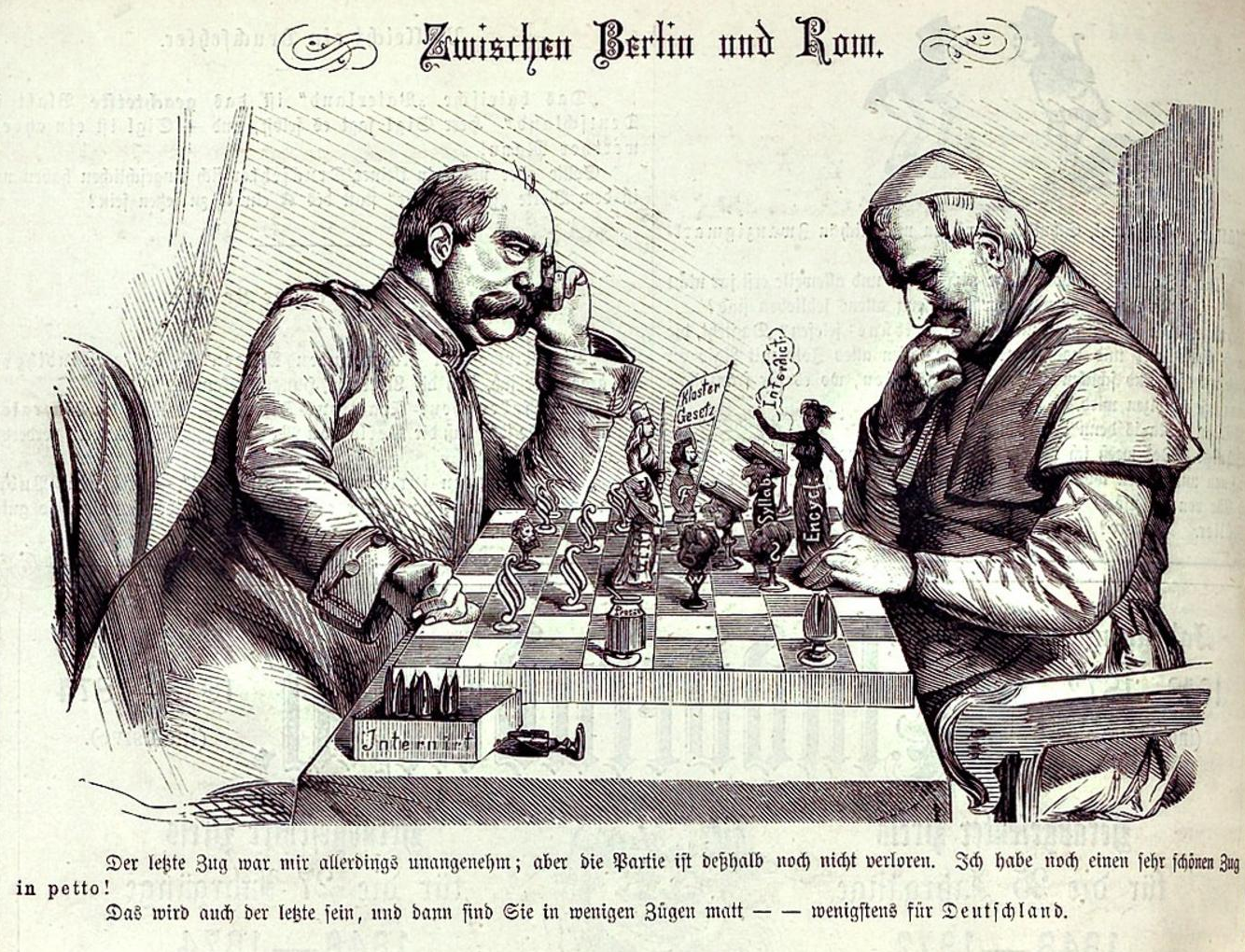
Tensões entre a Alemanha e a hierarquia da Igreja Católica retratadas em um jogo de xadrez entre Bismarck e o Papa Pio IX. Entre Berlim e Roma, Kladderadatsch, 1875.

A Prússia em 1871 incluía 16 milhões de protestantes, tanto reformados quanto luteranos, e 8 milhões de católicos. A maioria das pessoas era geralmente segregada nos seus próprios mundos religiosos, vivendo em distritos rurais ou bairros urbanos que eram predominantemente da mesma religião e mandando os seus filhos para escolas públicas separadas onde a sua religião era ensinada. Houve pouca interação ou casamentos mistos. No geral, os protestantes tinham um estatuto social mais elevado e os católicos eram mais propensos a serem agricultores camponeses ou trabalhadores industriais não qualificados ou semiqualificados. Em 1870, os católicos formaram o seu próprio partido político, o Partido do Centro, que geralmente apoiava a unificação e a maioria das políticas de Bismarck. No entanto, Bismarck desconfiava da democracia parlamentar em geral e dos partidos da oposição em particular, especialmente quando o Partido do Centro mostrou sinais de ganhar apoio entre elementos dissidentes como os católicos polacos na Silésia. Uma força intelectual poderosa da época era o anticatolicismo, liderado pelos intelectuais liberais que formavam uma parte vital da coligação de Bismarck. Eles viam a Igreja Católica como uma poderosa força de reação e antimodernidade, especialmente depois da proclamação da infalibilidade papal em 1870, e do controlo cada vez mais apertado do Vaticano sobre os bispos locais.
O Kulturkampf lançado por Bismarck entre 1871 e 1880 afetou a Prússia; embora tenha havido movimentos semelhantes em Baden e Hesse, o resto da Alemanha não foi afetado. De acordo com a nova constituição imperial, os estados eram responsáveis pelos assuntos religiosos e educacionais; eles financiaram as escolas protestantes e católicas. Em julho de 1871, Bismarck aboliu a seção católica do Ministério prussiano de assuntos eclesiásticos e educacionais, privando os católicos de sua voz no mais alto nível. O sistema de estrita supervisão governamental das escolas foi aplicado apenas nas áreas católicas; as escolas protestantes foram deixadas em paz. 
Muito mais sérias foram as leis de maio de 1873. Um deles fazia com que a nomeação de qualquer padre dependesse da sua frequência numa universidade alemã, em oposição aos seminários que os católicos normalmente usavam. Além disso, todos os candidatos ao ministério tiveram de passar num exame de cultura alemã perante um conselho estatal que eliminou os católicos intransigentes. Outra disposição deu ao governo poder de veto sobre a maioria das atividades da igreja. Uma segunda lei aboliu a jurisdição do Vaticano sobre a Igreja Católica na Prússia; sua autoridade foi transferida para um órgão governamental controlado por protestantes.
Quase todos os bispos, clérigos e leigos alemães rejeitaram a legalidade das novas leis e foram desafiadores face às penas e prisões cada vez mais pesadas impostas pelo governo de Bismarck. Em 1876, todos os bispos prussianos estavam presos ou exilados, e um terço das paróquias católicas estava sem padre. Perante o desafio sistemático, o governo Bismarck aumentou as penas e os seus ataques, e foi contestado em 1875, quando uma encíclica papal declarou que toda a legislação eclesiástica da Prússia era inválida e ameaçou excomungar qualquer católico que a obedecesse. Não houve violência, mas os católicos mobilizaram o seu apoio, criaram numerosas organizações cívicas, angariaram dinheiro para pagar multas e apoiaram a sua igreja e o Partido do Centro. A "Velha Igreja Católica", que rejeitou o Concílio Vaticano I, atraiu apenas alguns milhares de membros. Bismarck, um protestante pietista devoto, percebeu que o seu Kulturkampf estava a sair pela culatra quando elementos seculares e socialistas aproveitaram a oportunidade para atacar todas as religiões. A longo prazo, o resultado mais significativo foi a mobilização dos eleitores católicos e a sua insistência em proteger a sua identidade religiosa. Nas eleições de 1874, o partido do Centro duplicou o seu voto popular e tornou-se o segundo maior partido no parlamento nacional – e permaneceu uma força poderosa durante os 60 anos seguintes, de modo que depois de Bismarck tornou-se difícil formar um governo sem o seu apoio. apoiar.

##### Reforma social
Bismarck baseou-se numa tradição de programas de assistência social na Prússia e na Saxónia que começou já na década de 1840. Na década de 1880, ele introduziu pensões de velhice, seguro contra acidentes, cuidados médicos e seguro-desemprego que formaram a base do moderno estado de bem-estar social europeu. Ele percebeu que este tipo de política era muito atraente, uma vez que vinculava os trabalhadores ao Estado, e também se enquadrava muito bem na sua natureza autoritária. Os sistemas de segurança social instalados por Bismarck (cuidados de saúde em 1883, seguro de acidentes em 1884, seguro de invalidez e velhice em 1889) eram na altura os maiores do mundo e, até certo ponto, ainda existem hoje na Alemanha.
Os programas paternalistas de Bismarck ganharam o apoio da indústria alemã porque os seus objectivos eram ganhar o apoio das classes trabalhadoras para o Império e reduzir a saída de imigrantes para a América, onde os salários eram mais elevados mas o bem-estar social não existia. Bismarck conquistou ainda o apoio da indústria e dos trabalhadores qualificados através das suas políticas de tarifas elevadas, que protegiam os lucros e os salários da concorrência americana, embora alienassem os intelectuais liberais que queriam o comércio livre.

##### Antissemitismo
Tal como acontecia em toda a Europa na altura, o antissemitismo era endêmico na Alemanha durante o período. Antes dos decretos de Napoleão acabarem com os guetos na Confederação do Reno, isso tinha motivação religiosa, mas no século XIX, foi um fator no nacionalismo alemão. Na mente popular, os judeus tornaram-se um símbolo do capitalismo e da riqueza. Por outro lado, a constituição e o sistema jurídico protegiam os direitos dos judeus como cidadãos alemães. Partidos antissemitas foram formados, mas logo entraram em colapso. Mas depois do Tratado de Versalhes e da ascensão de Adolf Hitler ao poder na Alemanha, o antissemitismo na Alemanha aumentaria.

##### Germanização

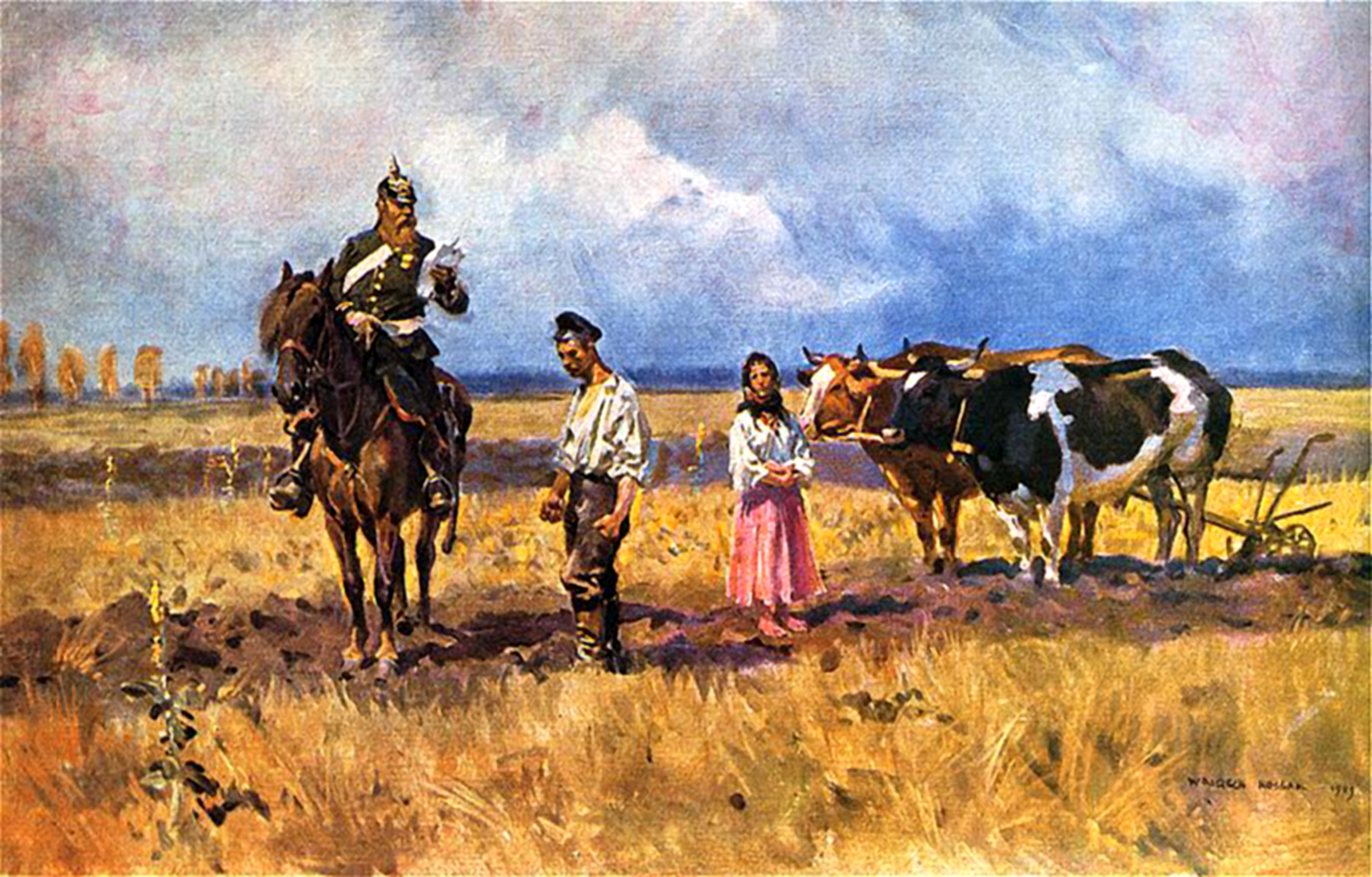
Deportações prussianas de poloneses étnicos (Polenausweisungen), pintura de 1909 de Wojciech Kossak

Um dos efeitos das políticas de unificação foi a tendência gradualmente crescente de eliminar o uso de línguas não-alemãs na vida pública, nas escolas e nos ambientes académicos, com a intenção de pressionar a população não-alemã a abandonar a sua identidade nacional no que foi chamado de "Germanização”. Estas políticas tiveram muitas vezes o efeito inverso de estimular a resistência, geralmente sob a forma de ensino em casa e de uma maior unidade nos grupos minoritários, especialmente os polacos.
As políticas de germanização foram dirigidas particularmente contra a significativa minoria polaca do império, conquistada pela Prússia nas partições da Polônia. Os polacos foram tratados como uma minoria étnica mesmo onde constituíam a maioria, como na província de Posen, onde uma série de medidas anti-polacas foram aplicadas. Numerosas leis anti-polacas não tiveram grande efeito, especialmente na província de Posen, onde a população de língua alemã caiu de 42,8% em 1871 para 38,1% em 1905, apesar de todos os esforços.

#### Lei

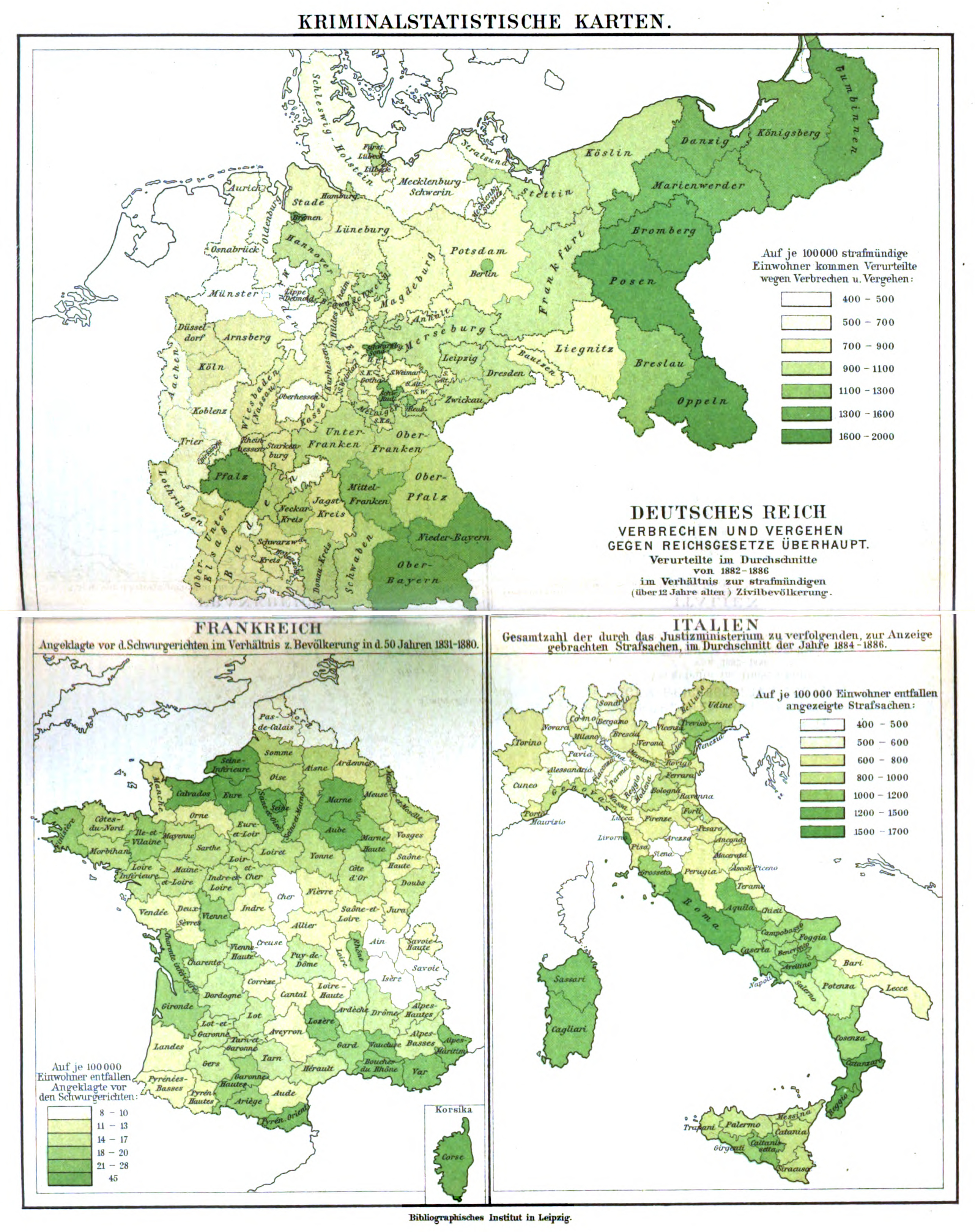
Crime; condenados em relação à população, 1882-1886

Os esforços de Bismarck também iniciaram o nivelamento das enormes diferenças entre os estados alemães, que foram independentes na sua evolução durante séculos, especialmente com a legislação. As histórias jurídicas e os sistemas judiciais completamente diferentes criaram enormes complicações, especialmente para o comércio nacional. Embora um código comercial comum já tivesse sido introduzido pela Confederação em 1861 (que foi adaptado para o Império e, com grandes modificações, ainda está em vigor hoje), havia pouca semelhança nas leis de outra forma.

Em 1871, um Código Penal do Reich [de] comum foi introduzido; em 1877, os procedimentos judiciais comuns foram estabelecidos no sistema judicial pela lei de constituição dos tribunais [de], código de processo civil (Zivilprozessordnung) e código de processo penal (Strafprozessordnung). Em 1873, a constituição foi alterada para permitir ao Império substituir os vários e muito diferentes Códigos Civis dos estados (se é que existiam; por exemplo, partes da Alemanha anteriormente ocupadas pela França de Napoleão adoptaram o Código Civil Francês, enquanto na Prússia o Allgemeines Preußisches Landrecht de 1794 ainda estava em vigor). Em 1881, foi criada uma primeira comissão para produzir um Código Civil comum para todo o Império, um enorme esforço que produziria o Bürgerliches Gesetzbuch (BGB), possivelmente uma das obras jurídicas mais impressionantes do mundo; finalmente entrou em vigor em 1º de janeiro de 1900. Todas estas codificações estão, embora com muitas alterações, ainda em vigor hoje.
| {{{caption}}}                                           |
| Diferentes sistemas jurídicos na Alemanha antes de 1900 |

| {{{caption}}}                       |
| Campos do direito no Império Alemão |

### Ano dos três imperadores
Em 9 de março de 1888, Guilherme I morreu pouco antes de completar 91 anos, deixando seu filho Frederico III como o novo imperador. Frederico era um liberal e um admirador da constituição britânica, enquanto as suas ligações à Grã-Bretanha se fortaleceram ainda mais com o seu casamento com a Princesa Vitória, filha mais velha da Rainha Vitória. Com a sua ascensão ao trono, muitos esperavam que o reinado de Frederico conduzisse a uma liberalização do Reich e a um aumento da influência do parlamento no processo político. A demissão de Robert von Puttkamer, o altamente conservador ministro do Interior prussiano, em 8 de junho, foi um sinal da direção esperada e um golpe para a administração de Bismarck.
Na época de sua ascensão, entretanto, Frederico havia desenvolvido um câncer de laringe incurável, que havia sido diagnosticado em 1887. Ele morreu no 99º dia de seu governo, em 15 de junho de 1888. Seu filho Guilherme II tornou-se imperador.

### Era Guilhermina

#### A renúncia de Bismarck
Guilherme II queria reafirmar as suas prerrogativas de governo numa altura em que outros monarcas da Europa estavam a ser transformados em figuras constitucionais. Esta decisão levou o ambicioso Kaiser a entrar em conflito com Bismarck. O velho chanceler esperava guiar Guilherme como guiara o seu avô, mas o imperador queria ser o mestre da sua própria casa e tinha muitos bajuladores que lhe diziam que Frederico, o Grande, não teria sido grande com um Bismarck ao seu lado. Uma diferença fundamental entre Guilherme II e Bismarck foram as suas abordagens para lidar com crises políticas, especialmente em 1889, quando os mineiros de carvão alemães entraram em greve na Alta Silésia. Bismarck exigiu que o exército alemão fosse enviado para esmagar a greve, mas Guilherme II rejeitou esta medida autoritária, respondendo: "Não desejo manchar o meu reinado com o sangue dos meus súbditos." Em vez de tolerar a repressão, Guilherme fez com que o governo negociasse com uma delegação dos mineiros de carvão, o que pôs fim à greve sem violência. A relação turbulenta terminou em março de 1890, depois que Guilherme II e Bismarck brigaram, e o chanceler renunciou dias depois. Nos últimos anos de Bismarck, o poder escapou de suas mãos à medida que ele envelhecia, ficava mais irritado, mais autoritário e menos concentrado.
Com a partida de Bismarck, Guilherme II tornou-se o governante dominante da Alemanha. Ao contrário do seu avô, Guilherme I, que se contentava em deixar os assuntos governamentais para o chanceler, Guilherme II queria estar plenamente informado e ativamente envolvido na gestão da Alemanha, e não como uma figura de proa ornamental, embora a maioria dos alemães considerasse as suas reivindicações do direito divino de governar divertido. Wilhelm permitiu que o político Walther Rathenau o ensinasse na economia europeia e nas realidades industriais e financeiras da Europa.
Como observa Hull (2004), a política externa bismarckiana “era demasiado calma para o imprudente Kaiser”. Guilherme tornou-se internacionalmente conhecido pela sua postura agressiva na política externa e pelos seus erros estratégicos (como a Crise de Tânger), que empurrou o Império Alemão para um crescente isolamento político e eventualmente ajudou a causar a Primeira Guerra Mundial.

#### Assuntos internos

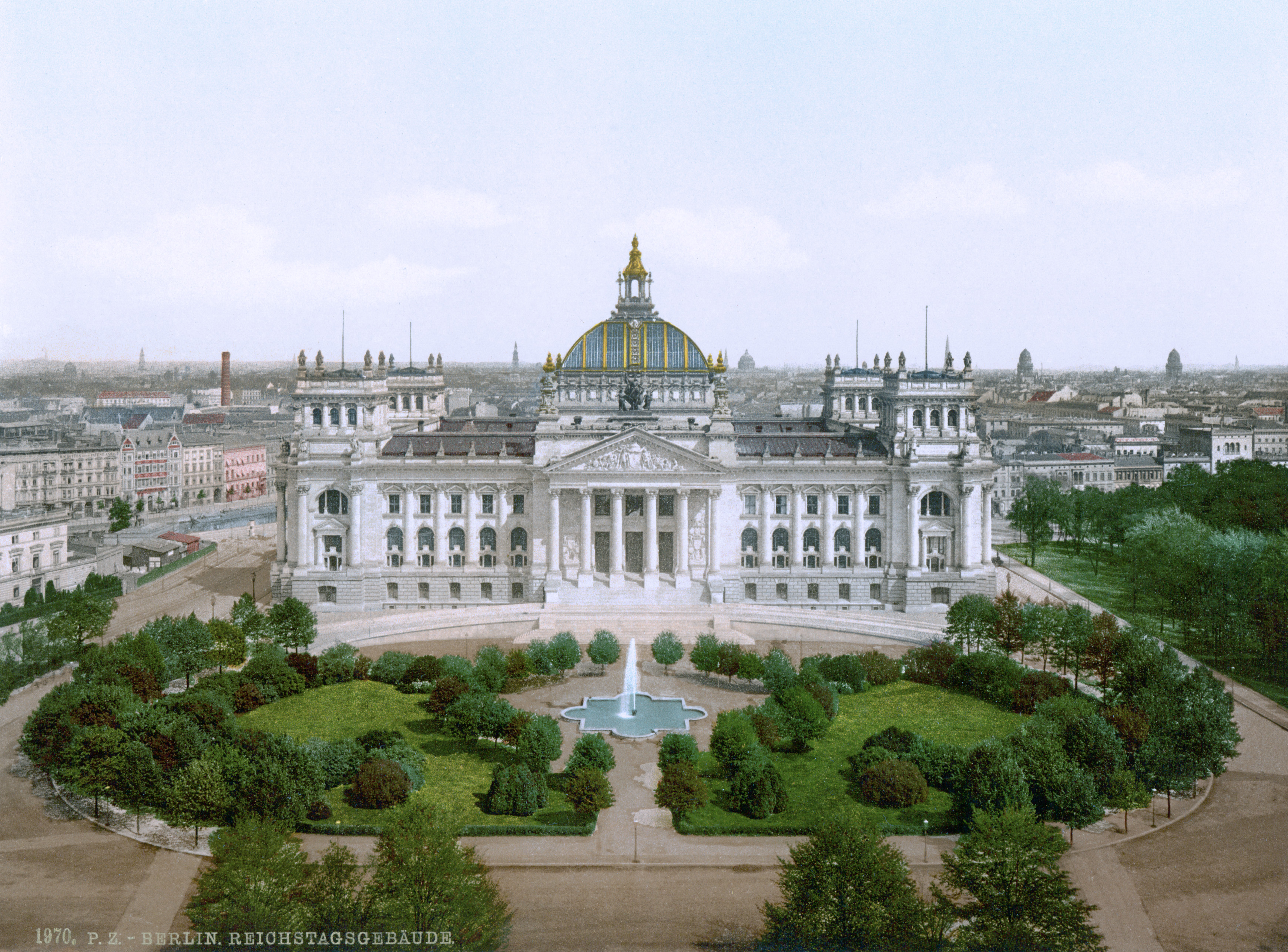
O Reichstag na década de 1890 / início de 1900

Sob Guilherme II, a Alemanha já não tinha chanceleres fortes e fortes como Bismarck. Os novos chanceleres tiveram dificuldade em desempenhar as suas funções, especialmente o papel adicional de Primeiro-Ministro da Prússia que lhes foi atribuído na Constituição alemã. As reformas do chanceler Leo von Caprivi, que liberalizaram o comércio e assim reduziram o desemprego, foram apoiadas pelo Kaiser e pela maioria dos alemães, exceto pelos proprietários de terras prussianos, que temiam a perda de terras e poder e lançaram várias campanhas contra as reformas. 
Enquanto os aristocratas prussianos desafiavam as exigências de um estado alemão unido, na década de 1890 várias organizações foram criadas para desafiar o militarismo prussiano autoritário e conservador que estava a ser imposto ao país. Os educadores que se opunham às escolas estatais alemãs, que enfatizavam a educação militar, criaram as suas próprias escolas liberais independentes, que encorajavam a individualidade e a liberdade. No entanto, quase todas as escolas da Alemanha Imperial tinham um padrão muito elevado e mantinham-se a par dos desenvolvimentos modernos do conhecimento.
Os artistas começaram a arte experimental em oposição ao apoio do Kaiser Wilhelm à arte tradicional, ao que Wilhelm respondeu "a arte que transgride as leis e limites por mim estabelecidos não pode mais ser chamada de arte".  Foi em grande parte graças à influência de Guilherme que a maior parte do material impresso na Alemanha utilizou letras pretas em vez do tipo romano usado no resto da Europa Ocidental. Ao mesmo tempo, surgiu uma nova geração de criadores culturais.

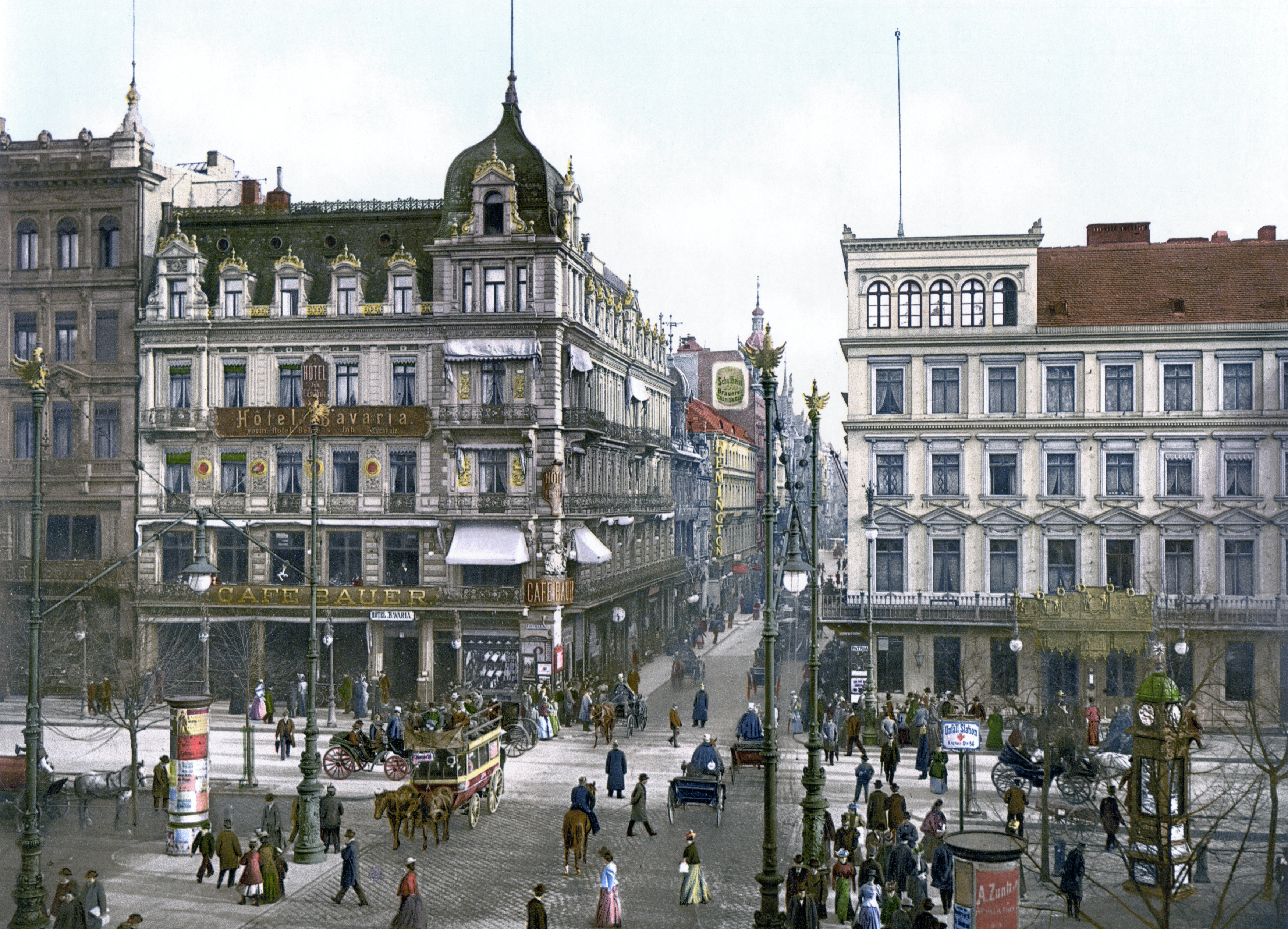
Berlim no final do século XIX

A partir da década de 1890, a oposição mais eficaz à monarquia veio do recém-formado Partido Social-Democrata da Alemanha (SPD), cujos radicais defendiam o marxismo. A ameaça do SPD à monarquia alemã e aos industriais fez com que o Estado reprimisse os apoiantes do partido e implementasse o seu próprio programa de reforma social para acalmar o descontentamento. As grandes indústrias da Alemanha proporcionaram programas significativos de bem-estar social e bons cuidados aos seus empregados, desde que não fossem identificados como socialistas ou membros de sindicatos. As grandes empresas industriais forneciam pensões, subsídios de doença e até habitação aos seus empregados.
Tendo aprendido com o fracasso do Kulturkampf de Bismarck, Guilherme II manteve boas relações com a Igreja Católica Romana e concentrou-se na oposição ao socialismo.  Esta política falhou quando os sociais-democratas conquistaram um terço dos votos nas eleições de 1912 para o Reichstag, e se tornaram o maior partido político da Alemanha. O governo permaneceu nas mãos de uma sucessão de coligações conservadoras apoiadas por liberais de direita ou clérigos católicos e fortemente dependentes do favor do Kaiser. O crescente militarismo sob Guilherme II fez com que muitos alemães emigrassem para os EUA e para as colónias britânicas para escapar ao serviço militar obrigatório.
Durante a Primeira Guerra Mundial, o Kaiser devolveu cada vez mais seus poderes aos líderes do Alto Comando Alemão, particularmente ao futuro Presidente da Alemanha, Marechal de Campo Paul von Hindenburg e Generalquartiermeister Erich Ludendorff. Hindenburg assumiu o papel de comandante-chefe do Kaiser, enquanto Ludendorff tornou-se chefe do Estado-Maior de facto. Em 1916, a Alemanha era efectivamente uma ditadura militar dirigida por Hindenburg e Ludendorff, com o Kaiser reduzido a uma mera figura de proa.

#### Colonialismo

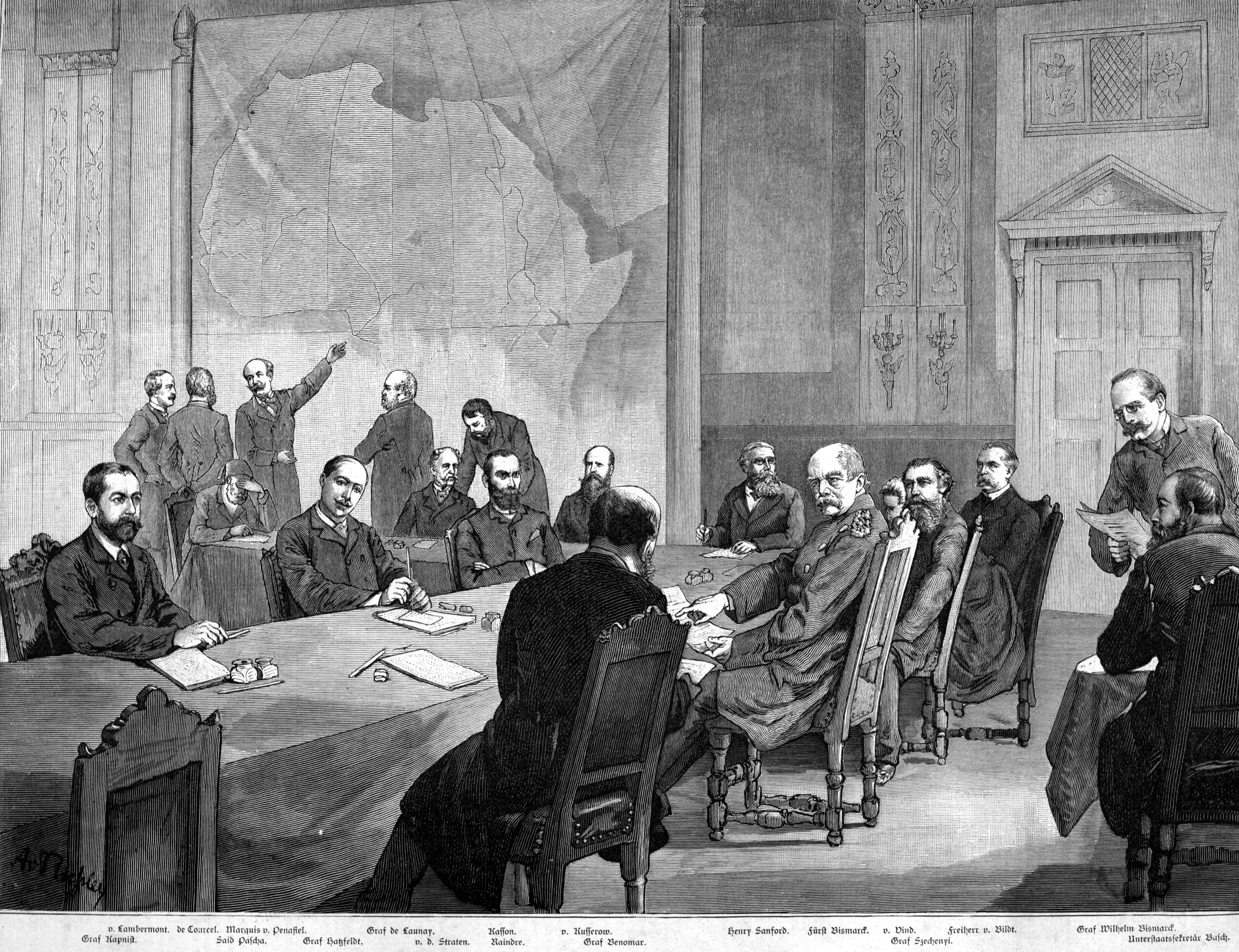
Bismarck na Conferência de Berlim, 1884

Guilherme II queria que a Alemanha tivesse o seu "lugar ao sol", como a Grã-Bretanha, que ele desejava constantemente imitar ou rivalizar. Com comerciantes e mercadores alemães já activos em todo o mundo, ele encorajou os esforços coloniais em África e no Pacífico ("novo imperialismo"), fazendo com que o Império Alemão competisse com outras potências europeias pelos restantes territórios "não reclamados". Com o incentivo ou pelo menos a aquiescência da Grã-Bretanha, que nesta fase via a Alemanha como um contrapeso à sua antiga rival França, a Alemanha adquiriu o Sudoeste Africano Alemão (moderna Namíbia), os Camarões Alemães (moderno Camarões), a Togolândia (moderno Togo) e aÁfrica Oriental Alemã (atual Ruanda, Burundi, e a parte continental da atual Tanzânia). As ilhas foram conquistadas no Pacífico por meio de compras e tratados e também de um arrendamento de 99 anos para o território de Jiaozhou, no nordeste da China. Mas destas colónias alemãs apenas a Togolândia e a Samoa Alemã (depois de 1908) tornaram-se autossuficientes e lucrativas; todos os outros necessitavam de subsídios do tesouro de Berlim para a construção de infraestruturas, sistemas escolares, hospitais e outras instituições.

Bandeira do império colonial alemão

Bismarck inicialmente rejeitou a agitação pelas colônias com desprezo; ele era a favor de uma política externa eurocêntrica, como mostram os acordos do tratado feitos durante o seu mandato. Como retardatária da colonização, a Alemanha entrou repetidamente em conflito com as potências coloniais estabelecidas e também com os Estados Unidos, que se opuseram às tentativas alemãs de expansão colonial tanto nas Caraíbas como no Pacífico. As insurreições nativas em territórios alemães receberam cobertura proeminente em outros países, especialmente na Grã-Bretanha; as potências estabelecidas tinham lidado com tais revoltas décadas antes, muitas vezes de forma brutal, e já tinham assegurado o controlo firme das suas colónias. A Ascensão dos Boxers na China, que o governo chinês acabou patrocinando, começou na província de Shandong, em parte porque a Alemanha, como colonizadora em Jiaozhou, era uma potência não testada e só estava ativa lá há dois anos. Sete nações ocidentais, incluindo os Estados Unidos e o Japão, montaram uma força de socorro conjunta para resgatar os ocidentais apanhados na rebelião. Durante as cerimónias de partida do contingente alemão, Guilherme II exortou-os a comportarem-se como os invasores hunos da Europa continental – uma observação infeliz que mais tarde seria ressuscitada pelos propagandistas britânicos para pintar os alemães como bárbaros durante a Primeira Guerra Mundial e a Segunda Guerra Mundial. Em duas ocasiões, um conflito franco-alemão sobre o destino de Marrocos parecia inevitável.

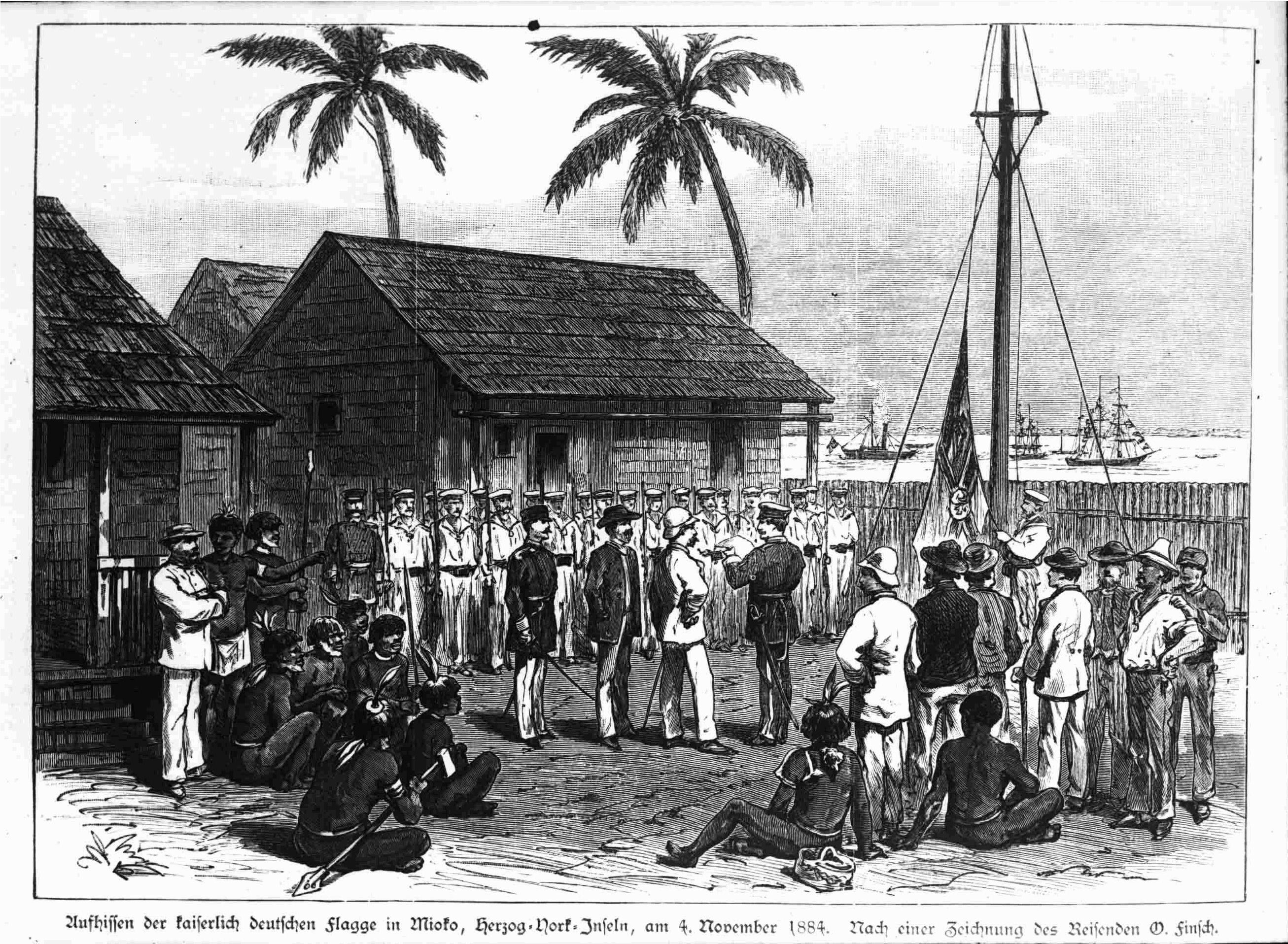
Içamento da bandeira alemã em Mioko, Nova Guiné Alemã, em 1884

Ao adquirirem o Sudoeste da África, os colonos alemães foram incentivados a cultivar as terras mantidas pelos Hererós e Namas. As terras tribais Herero e Nama foram usadas para uma variedade de objetivos de exploração (tal como os britânicos fizeram antes na Rodésia), incluindo agricultura, pecuária e mineração de minerais e diamantes. Em 1904, os Herero e os Nama revoltaram-se contra os colonos no Sudoeste de África, matando famílias de agricultores, os seus trabalhadores e servos. Em resposta aos ataques, tropas foram enviadas para reprimir a revolta que resultou no genocídio dos hererós e namaquas. No total, cerca de 65.000 Herero (80% da população total Herero) e 10.000 Nama (50% da população total Nama) morreram. O comandante da expedição punitiva, general Lothar von Trotha, acabou sendo substituído e repreendido pela usurpação de ordens e pelas crueldades que infligiu. Estas ocorrências foram por vezes referidas como "o primeiro genocídio do século XX" e oficialmente condenadas pelas Nações Unidas em 1985. Em 2004, seguiu-se um pedido formal de desculpas por parte de um ministro do governo da República Federal da Alemanha.

#### Médio Oriente
Bismarck e Guilherme II depois dele procuraram laços económicos mais estreitos com o Império Otomano. Sob Guilherme II, com o apoio financeiro do Deutsche Bank, a Ferrovia de Bagdá foi iniciada em 1900, embora em 1914 ainda fosse 500km aquém do seu destino em Bagdá.  Numa entrevista com Guilherme em 1899, Cecil Rhodes tentou "convencer o Kaiser de que o futuro do império alemão no estrangeiro estava no Médio Oriente" e não em África; com um grande império no Médio Oriente, a Alemanha podia dar-se ao luxo de permitir à Grã-Bretanha a conclusão sem entraves da ferrovia do Cabo ao Cairo, que Rodes favorecia. A Grã-Bretanha apoiou inicialmente a Ferrovia de Bagdá; mas em 1911, os estadistas britânicos começaram a temer que ela pudesse ser estendida a Basra, no Golfo Pérsico, ameaçando a supremacia naval britânica no Oceano Índico. Assim, pediram a suspensão da construção, ao que a Alemanha e o Império Otomano concordaram.

#### América do Sul
Na América do Sul, o interesse principal da Alemanha estava na Argentina, Brasil, Chile e Uruguai e via os países do norte da América do Sul - Equador, Colômbia e Venezuela - como um amortecedor para proteger os seus interesses da crescente influência dos Estados Unidos. Os decisores políticos na Alemanha analisaram a possibilidade de estabelecer bases na Ilha Margarita e mostraram interesse nas Ilhas Galápagos, mas rapidamente abandonaram quaisquer projectos deste tipo, dado que bases distantes no norte da América do Sul seriam muito vulneráveis. A Alemanha tentou promover o Chile, um país fortemente influenciado pela Alemanha, como um contrapeso regional aos Estados Unidos. A Alemanha e a Grã-Bretanha conseguiram, através do Chile, fazer com que o Equador negasse aos Estados Unidos uma base naval nas Ilhas Galápagos.
As alegações de que as comunidades alemãs na América do Sul agiam como extensões do Império Alemão eram omnipresentes em 1900, mas nunca foi provado que estas comunidades agissem dessa forma em qualquer grau significativo. A influência política, cultural e científica alemã foi particularmente intensa no Chile nas décadas anteriores à Primeira Guerra Mundial, e o prestígio da Alemanha e das coisas alemãs no Chile permaneceu alto após a guerra, mas não recuperou os níveis anteriores à guerra.

#### Europa pré-guerra
Berlim suspeitava profundamente de uma suposta conspiração dos seus inimigos: ano após ano, no início do século XX, era sistematicamente cercada por inimigos. Havia um medo crescente de que a suposta coligação inimiga da Rússia, França e Grã-Bretanha estivesse a ficar mais forte militarmente a cada ano, especialmente a Rússia. Quanto mais Berlim esperasse, menor seria a probabilidade de prevalecer numa guerra. Segundo o historiador americano Gordon A. Craig, foi depois do revés em Marrocos em 1905 que o medo do cerco começou a ser um factor potente na política alemã. " Poucos observadores externos concordaram com a noção da Alemanha como vítima de cerco deliberado. O historiador inglês G. M. Trevelyan expressou o ponto de vista britânico:
O cerco, tal como foi, foi criado pela própria Alemanha. Ela se cercou ao alienar a França sobre a Alsácia-Lorena, a Rússia por seu apoio à política anti-eslava da Áustria-Hungria nos Bálcãs, a Inglaterra ao construir sua frota rival. Ela criou com a Áustria-Hungria um bloco militar no coração da Europa, tão poderoso e, no entanto, tão inquieto que os seus vizinhos de cada lado não tiveram outra escolha senão tornarem-se seus vassalos ou unirem-se para obter proteção.. Eles usaram o seu poder central. posição para criar medo em todas as partes, a fim de atingirem os seus objetivos diplomáticos. E então eles reclamaram que estavam cercados por todos os lados.
Guilherme II, sob pressão dos seus novos conselheiros após a saída de Bismarck, cometeu um erro fatal quando decidiu permitir a caducidade do "Tratado de Resseguro" que Bismarck tinha negociado com a Rússia czarista. Permitiu que a Rússia fizesse uma nova aliança com a França. A Alemanha ficou sem nenhum aliado firme a não ser a Áustria-Hungria, e o seu apoio à ação de anexação da Bósnia e Herzegovina em 1908 azedou ainda mais as relações com a Rússia. Berlim perdeu a oportunidade de garantir uma aliança com a Grã-Bretanha na década de 1890, quando estava envolvido em rivalidades coloniais com a França, e alienou ainda mais os estadistas britânicos ao apoiar abertamente os bôeres na Guerra da África do Sul e construir uma marinha para rivalizar com a britânica. Em 1911, Guilherme tinha destruído completamente o cuidadoso equilíbrio de poder estabelecido por Bismarck e a Grã-Bretanha voltou-se para a França na Entente Cordiale. O único outro aliado da Alemanha além da Áustria era o Reino da Itália, mas permaneceu um aliado apenas pro forma . Quando a guerra chegou, a Itália viu mais benefícios numa aliança com a Grã-Bretanha, a França e a Rússia, que, no Tratado secreto de Londres em 1915, lhe prometia os distritos fronteiriços da Áustria e também concessões coloniais. A Alemanha adquiriu um segundo aliado em 1914, quando o Império Otomano entrou na guerra ao seu lado, mas, a longo prazo, apoiar o esforço de guerra otomano apenas drenou os recursos alemães das principais frentes.

### Primeira Guerra Mundial

#### Origens

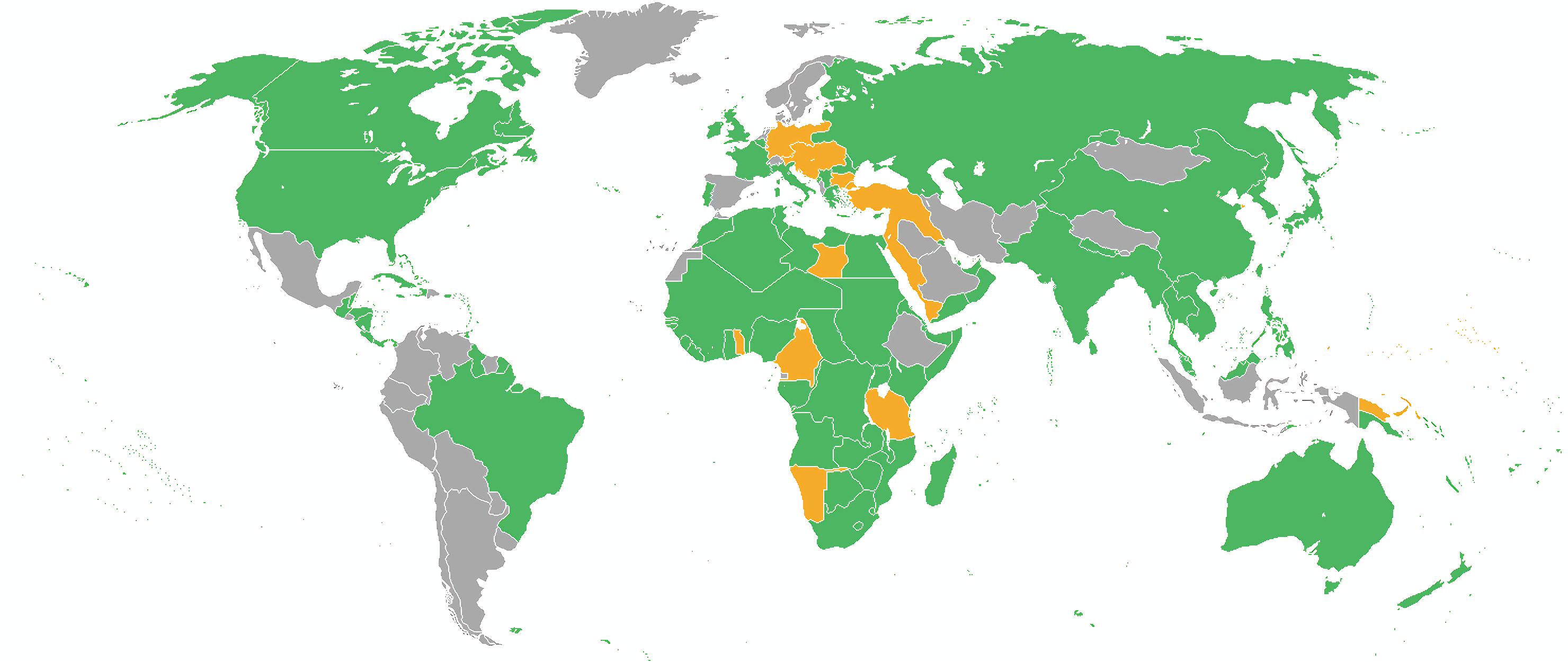
Mapa do mundo mostrando os participantes da Primeira Guerra Mundial. Aqueles que lutam ao lado da Entente (em um ponto ou outro) são representados em verde, as Potências Centrais em laranja e os países neutros em cinza.

Após o assassinato do arquiduque austro-húngaro Francisco Ferdinando por Gavrilo Princip, o Kaiser ofereceu ao imperador Francisco José total apoio aos planos austro-húngaros de invadir o Reino da Sérvia, que a Áustria-Hungria culpou pelo assassinato. Este apoio incondicional à Áustria-Hungria foi chamado de "cheque em branco" pelos historiadores, incluindo o alemão Fritz Fischer. A interpretação subsequente – por exemplo na Conferência de Paz de Versalhes – foi que este “cheque em branco” autorizava a agressão austro-húngara, independentemente das consequências diplomáticas, e assim a Alemanha tinha a responsabilidade de iniciar a guerra, ou pelo menos provocar um conflito mais amplo.
A Alemanha começou a guerra visando o seu principal rival, a França. A Alemanha via a República Francesa como o seu principal perigo no continente europeu, uma vez que poderia mobilizar-se muito mais rapidamente do que a Rússia e fazia fronteira com o núcleo industrial da Alemanha na Renânia. Ao contrário da Grã-Bretanha e da Rússia, os franceses entraram na guerra principalmente para se vingarem da Alemanha, em particular pela perda da Alsácia-Lorena pela França para a Alemanha em 1871. O alto comando alemão sabia que a França reuniria as suas forças para entrar na Alsácia-Lorena. Além do programa não oficial de setembro, os alemães nunca declararam uma lista clara dos objetivos que queriam sair da guerra.

#### Frente Ocidental

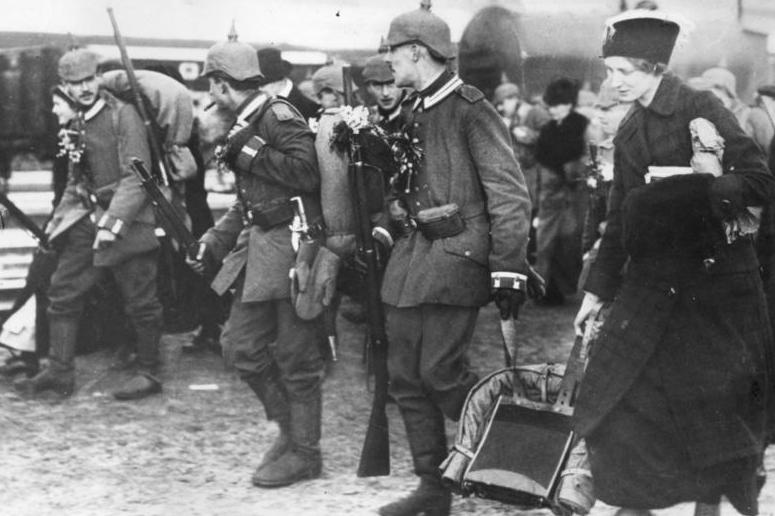
Tropas alemãs sendo mobilizadas, 1914

A Alemanha não quis arriscar longas batalhas ao longo da fronteira franco-alemã e, em vez disso, adoptou o Plano Schlieffen, uma estratégia militar destinada a paralisar a França ao invadir a Bélgica e o Luxemburgo, avançando para cercar e esmagar Paris e as forças francesas ao longo da fronteira franco-alemã. Fronteira alemã em uma vitória rápida. Depois de derrotar a França, a Alemanha passaria a atacar a Rússia. O plano exigia a violação da neutralidade oficial da Bélgica e do Luxemburgo, que a Grã-Bretanha tinha garantido por tratado. No entanto, os alemães calcularam que a Grã-Bretanha entraria na guerra independentemente de terem ou não uma justificação formal para o fazer. No início, o ataque foi bem-sucedido: o exército alemão desceu da Bélgica e de Luxemburgo e avançou sobre Paris, nas proximidades do rio Marne. No entanto, a evolução das armas ao longo do último século favoreceu fortemente a defesa em detrimento do ataque, especialmente graças à metralhadora, de modo que foi necessária proporcionalmente mais força ofensiva para superar uma posição defensiva. Isso resultou na contratação das linhas alemãs no ataque para manter o cronograma ofensivo enquanto correspondentemente as linhas francesas se estendiam. Além disso, algumas unidades alemãs que foram originalmente destinadas à extrema-direita alemã foram transferidas para a Frente Oriental em reacção à mobilização da Rússia muito mais rapidamente do que o previsto. O efeito combinado fez com que o flanco direito alemão avançasse na frente de Paris, em vez de atrás dela, expondo o flanco direito alemão à extensão das linhas francesas e ao ataque das reservas estratégicas francesas estacionadas em Paris. Atacando o exposto flanco direito alemão, o Exército Francês e o Exército Britânico opuseram uma forte resistência à defesa de Paris na Primeira Batalha do Marne, resultando na retirada do Exército Alemão para posições defensivas ao longo do rio Aisne. Uma Corrida para o Mar subsequente resultou em um impasse de longa data entre o Exército Alemão e os Aliados em posições de guerra de trincheiras escavadas da Alsácia à Flandres.

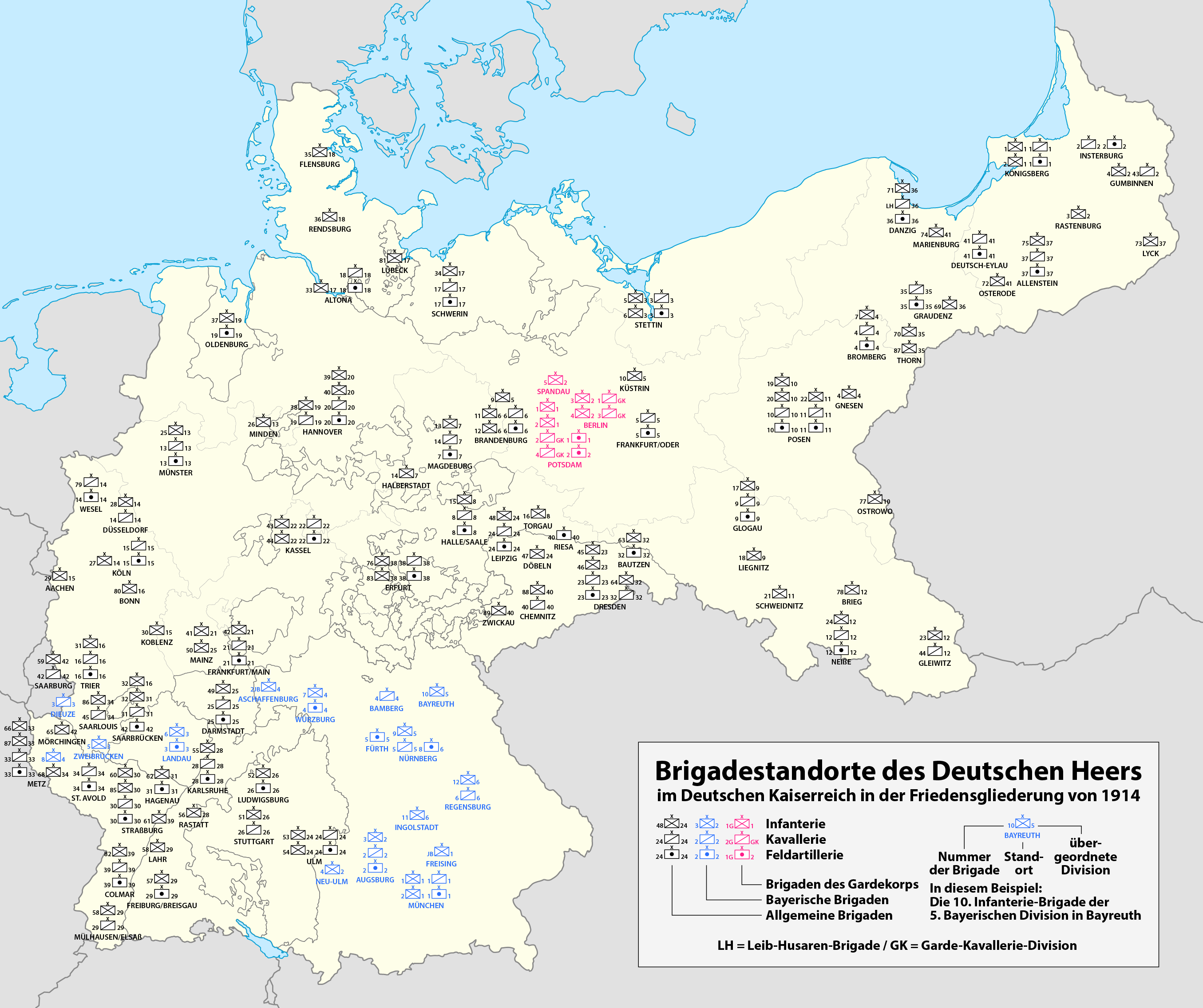
Posições do exército alemão, 1914

As tentativas alemãs de avanço falharam nas duas batalhas de Ypres (1ª / 2ª) com enormes baixas. Uma série de ofensivas aliadas em 1915 contra as posições alemãs em Artois e Champagne resultou em enormes baixas aliadas e poucas mudanças territoriais. O Chefe do Estado-Maior alemão, Erich von Falkenhayn, decidiu explorar as vantagens defensivas que se mostraram nas ofensivas aliadas de 1915, tentando incitar a França a atacar fortes posições defensivas perto da antiga cidade de Verdun. Verdun foi uma das últimas cidades a resistir ao exército alemão em 1870, e Falkenhayn previu que, por uma questão de orgulho nacional, os franceses fariam qualquer coisa para garantir que não fosse tomada. Ele esperava poder assumir fortes posições defensivas nas colinas com vista para Verdun, na margem leste do rio Meuse, para ameaçar a cidade e os franceses lançariam ataques desesperados contra essas posições. Ele previu que as perdas francesas seriam maiores do que as dos alemães e que o contínuo envolvimento francês de tropas em Verdun iria "sangrar o exército francês". Em fevereiro de 1916, a Batalha de Verdun começou, com as posições francesas sob constantes bombardeios e ataques de gás venenoso e sofrendo grandes baixas sob o ataque de forças alemãs esmagadoramente grandes. No entanto, a previsão de Falkenhayn de uma proporção maior de franceses mortos provou estar errada, já que ambos os lados sofreram pesadas baixas. Falkenhayn foi substituído por Erich Ludendorff e, sem sucesso à vista, o exército alemão retirou-se de Verdun em dezembro de 1916 e a batalha terminou.

#### Frente Oriental

A Frente Oriental na época do cessar-fogo e do Tratado de Brest-Litovsk

Enquanto a Frente Ocidental foi um impasse para o Exército Alemão, a Frente Oriental acabou provando ser um grande sucesso. Apesar dos reveses iniciais devido à mobilização inesperadamente rápida do exército russo, que resultou numa invasão russa da Prússia Oriental e da Galiza austríaca, o mal organizado e abastecido exército russo vacilou e os exércitos alemão e austro-húngaro avançaram continuamente para leste. Os alemães beneficiaram da instabilidade política na Rússia e do desejo da sua população de acabar com a guerra. Em 1917, o governo alemão permitiu que o líder comunista bolchevique da Rússia, Vladimir Lenin, viajasse pela Alemanha, da Suíça para a Rússia. A Alemanha acreditava que se Lenin conseguisse criar mais agitação política, a Rússia não seria mais capaz de continuar a sua guerra com a Alemanha, permitindo ao exército alemão concentrar-se na Frente Ocidental.
Em março de 1917, o czar foi deposto do trono russo e, em novembro, um governo bolchevique chegou ao poder sob a liderança de Lenin. Enfrentando oposição política, ele decidiu encerrar a campanha da Rússia contra a Alemanha, a Áustria-Hungria, o Império Otomano e a Bulgária para redirecionar a energia bolchevique para eliminar a dissidência interna. Em março de 1918, pelo Tratado de Brest-Litovsk, o governo bolchevique deu à Alemanha e ao Império Otomano enormes concessões territoriais e económicas em troca do fim da guerra na Frente Oriental. Toda a actual Estônia, Letônia e Lituânia foi entregue à autoridade de ocupação alemã Ober Ost, juntamente com a Bielorrússia e a Ucrânia . Assim, a Alemanha tinha finalmente alcançado o seu tão desejado domínio da "Mitteleuropa" (Europa Central) e podia agora concentrar-se totalmente em derrotar os Aliados na Frente Ocidental. Na prática, porém, as forças necessárias para guarnecer e proteger os novos territórios representaram um esgotamento para o esforço de guerra alemão.

#### Colônias
A Alemanha perdeu rapidamente quase todas as suas colônias. No entanto, na África Oriental Alemã, uma campanha de guerrilha foi travada pelo líder do exército colonial local, general Paul Emil von Lettow-Vorbeck. Usando alemães e Askaris nativos, Lettow-Vorbeck lançou vários ataques de guerrilha contra as forças britânicas no Quênia e na Rodésia. Ele também invadiu o Moçambique português para obter suprimentos para suas forças e recrutar mais recrutas Askari. Sua força ainda estava ativa no final da guerra.

#### 1918

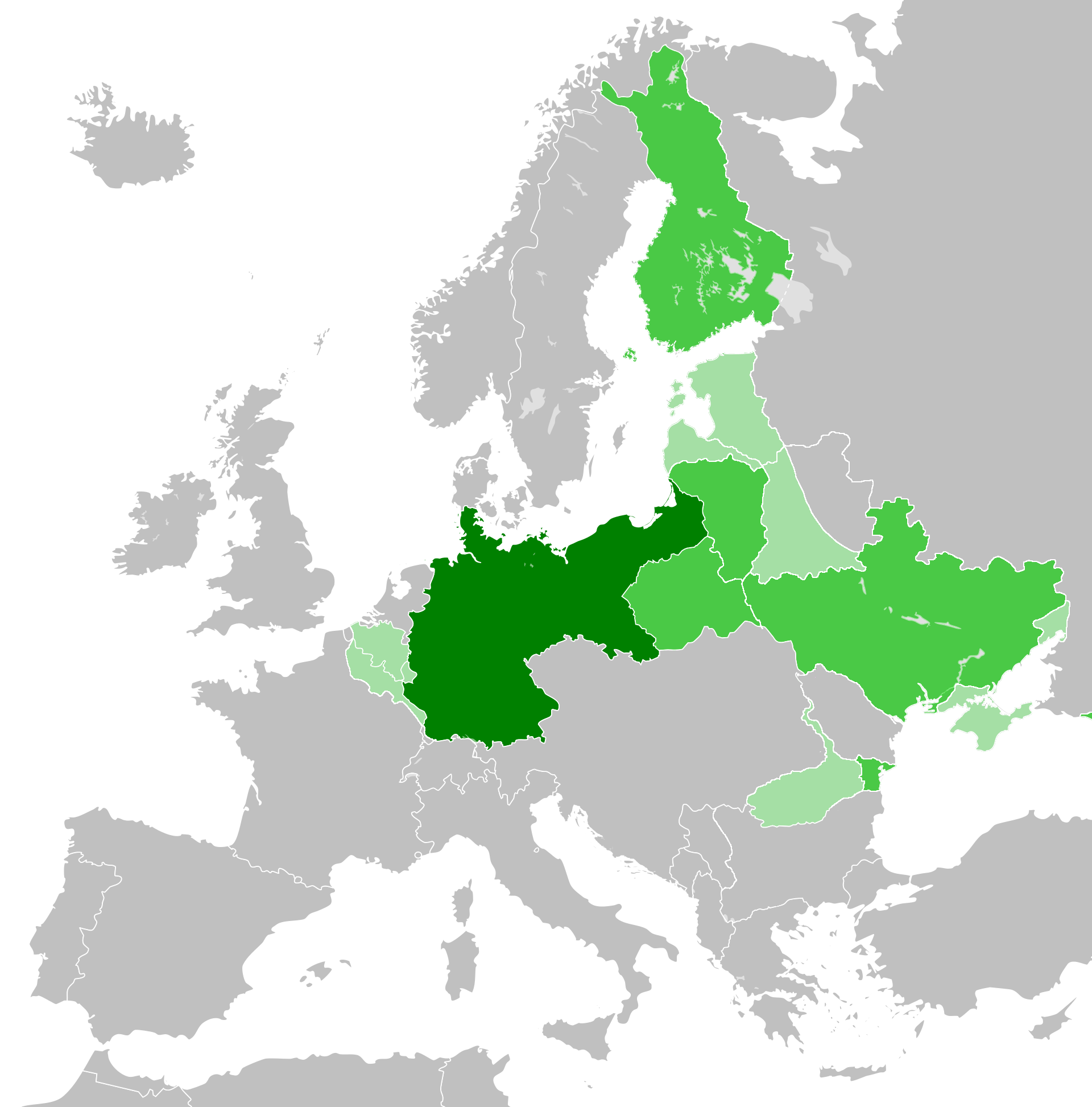
O Império Alemão durante a Primeira Guerra Mundial, pouco antes do seu colapso:
Império Alemão (1871–1918)
Estados fantoches (1917–1918)
Territórios ocupados (1914–1918)

A derrota da Rússia em 1917 permitiu à Alemanha transferir centenas de milhares de soldados da Frente Oriental para a Frente Ocidental, dando-lhe uma vantagem numérica sobre os Aliados. Ao treinar novamente os soldados em novas táticas de infiltração, os alemães esperavam descongelar o campo de batalha e obter uma vitória decisiva antes que o exército dos Estados Unidos, que agora havia entrado na guerra ao lado dos Aliados, chegasse em força. No que ficou conhecido como "kaiserschlacht", a Alemanha convergiu suas tropas e desferiu múltiplos golpes que repeliram os aliados. No entanto, as repetidas ofensivas alemãs na Primavera de 1918 falharam todas, pois os Aliados recuaram e reagruparam e os alemães não tinham as reservas necessárias para consolidar os seus ganhos. Entretanto, os soldados radicalizaram-se com a Revolução Russa e estavam menos dispostos a continuar a lutar. O esforço de guerra provocou agitação civil na Alemanha, enquanto as tropas, que estiveram constantemente no campo sem ajuda, ficaram exaustas e perderam toda a esperança de vitória. No verão de 1918, o Exército Britânico estava no auge de sua força, com até 4,5 milhões de homens na frente ocidental e 4.000 tanques para a Ofensiva dos Cem Dias, os americanos chegando a uma taxa de 10.000 por dia, os aliados da Alemanha enfrentando o colapso e a mão de obra do Império Alemão esgotada, era apenas uma questão de tempo até que múltiplas ofensivas aliadas destruíssem o Exército alemão.

##### Frente alemã
O conceito de "guerra total" significava que os abastecimentos tinham de ser redirecionados para as forças armadas e, com o comércio alemão a ser interrompido pelo bloqueio naval aliado, os civis alemães foram forçados a viver em condições cada vez mais precárias. Primeiro os preços dos alimentos foram controlados, depois foi introduzido o racionamento. Durante a guerra, cerca de 750 mil civis alemães morreram de desnutrição.
Perto do final da guerra, as condições deterioraram-se rapidamente a nível interno, tendo sido registadas graves carências alimentares em todas as zonas urbanas. As causas incluíram a transferência de muitos agricultores e trabalhadores do sector alimentar para o exército, combinada com o sistema ferroviário sobrecarregado, a escassez de carvão e o bloqueio britânico. O inverno de 1916–1917 ficou conhecido como o "inverno do nabo", porque as pessoas tinham que sobreviver com uma verdura mais comumente reservada ao gado, em substituição à batata e à carne, cada vez mais escassas. Milhares de cozinhas comunitárias foram abertas para alimentar os famintos, que reclamavam que os agricultores guardavam a comida para si. Até o exército teve de cortar as rações dos soldados. O moral dos civis e dos soldados continuou a afundar.

###### Pandemia de Gripe Espanhola
A população da Alemanha já sofria de surtos de doenças devido à desnutrição devido ao bloqueio dos Aliados que impedia a importação de alimentos. A  gripe espanhola chegou à Alemanha com o retorno das tropas. Cerca de 287 mil pessoas morreram de gripe espanhola na Alemanha entre 1918 e 1920, com 50 mil mortes somente em Berlim.

### Fim

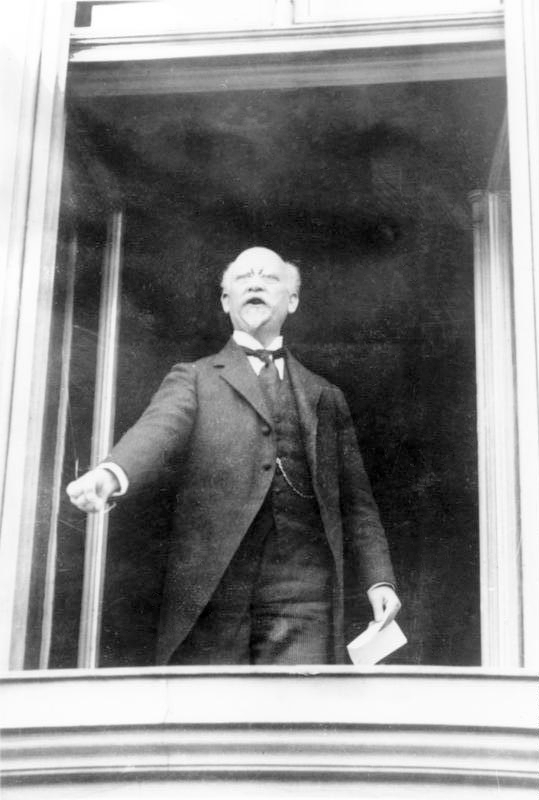
O líder do SPD, Philipp Scheidemann, proclama a república para a Alemanha no edifício do Reichstag em 9 de novembro de 1918.

Muitos alemães queriam o fim da guerra e um número crescente começou a associar-se à esquerda política, como o Partido Social Democrata (SPD) e o mais radical Partido Social Democrata Independente (USPD), que exigia o fim da guerra. A entrada dos EUA na guerra em Abril de 1917 desequilibrou ainda mais o equilíbrio de poder a longo prazo a favor dos Aliados.
O final de outubro de 1918, em Kiel, no norte da Alemanha, viu o início da Revolução Alemã de 1918–1919. Unidades da Marinha Alemã recusaram-se a zarpar para uma última operação em grande escala numa guerra que consideravam perdida, dando início à revolta. No dia 3 de Novembro, a revolta espalhou-se por outras cidades e estados do país, em muitos dos quais foram criados conselhos de trabalhadores e soldados. Enquanto isso, Hindenburg e os generais seniores perderam a confiança no Kaiser e no seu governo.
A Bulgária assinou o Armistício de Salônica em 29 de setembro de 1918. O Império Otomano assinou o Armistício de Mudros em 30 de outubro de 1918. Entre 24 de outubro e 3 de novembro de 1918, a Itália derrotou a Áustria-Hungria na batalha de Vittorio Veneto, que forçou a Áustria-Hungria a assinar o Armistício de Villa Giusti em 3 de novembro de 1918. Assim, em Novembro de 1918, com a revolução interna, os Aliados avançando em direcção à Alemanha na Frente Ocidental, a Áustria-Hungria a desmoronar-se devido a múltiplas tensões étnicas, os seus outros aliados fora da guerra e a pressão do alto comando alemão, do Kaiser e de todos os alemães. reis, duques e príncipes governantes abdicaram e a nobreza alemã foi abolida. Em 9 de novembro, o social-democrata Philipp Scheidemann proclamou a república. O novo governo liderado pelos sociais-democratas alemães apelou e recebeu um armistício em 11 de Novembro. Foi sucedida pela República de Weimar. Os opositores, incluindo veteranos insatisfeitos, juntaram-se a um conjunto diversificado de grupos paramilitares e políticos clandestinos, como os Freikorps, a Organização Cônsul e os Comunistas.

## Constituição
O Império era uma monarquia constitucional parlamentar federal.
O Conselho Federal (Bundesrat) detinha a soberania sobre o Império e servia como sua autoridade máxima. O Bundesrat era um órgão legislativo que possuía o direito de iniciativa legislativa (Artigo VII Nº 1) e, como todas as leis exigiam o seu consentimento, podia efectivamente vetar qualquer projecto de lei proveniente do Reichstag (Artigo V). O Bundesrat foi capaz de definir diretrizes e fazer mudanças organizacionais dentro do poder executivo, atuar como árbitro supremo em disputas administrativas entre estados e servir como tribunal constitucional para estados que não possuíam tribunal constitucional (artigo LXXVI). Era composto por representantes indicados e subordinados aos governos estaduais.
A Dieta Imperial (Reichstag) foi um órgão legislativo eleito por sufrágio universal masculino que serviu efetivamente como parlamento. Tinha o direito de propor projetos de lei e, com a aprovação do Bundesrat, aprovar anualmente o orçamento do Estado e o orçamento militar por períodos de sete anos até 1893, e depois por cinco anos. Todas as leis exigiam a aprovação do Reichstag para serem aprovadas. Após as reformas constitucionais de outubro de 1918, o Chanceler do Reich, através de uma alteração ao Artigo XV, tornou-se dependente da confiança do Reichstag e não do imperador.
O imperador (Kaiser) era chefe de estado do Império – ele não era um governante. Ele nomeou o chanceler, geralmente a pessoa capaz de conquistar a confiança do Reichstag. O chanceler, em consulta com o imperador, determinou as grandes orientações políticas do governo e apresentou-as ao Reichstag. Seguindo o conselho do chanceler, o imperador nomeou os ministros e – pelo menos formalmente – todos os outros oficiais imperiais. Todos os atos do imperador, exceto as diretivas militares, exigiam a referenda do chanceler (Artigo XVII). O imperador também foi responsável por assinar projetos de lei, declarar guerra (o que exigia o consentimento do Bundesrat), negociar a paz, fazer tratados e convocar e encerrar sessões do Bundesrat e o Reichstag (artigos XI e XII). O imperador era comandante-chefe do Exército do Império (artigo LXIII) e da Marinha (artigo LIII); ao exercer sua autoridade militar tinha poder plenário.
O chanceler era chefe de governo e presidiu o Bundesrat e o Governo Imperial, liderou o processo legislativo e referendou todos os atos do imperador (exceto as diretivas militares).

## Estados constituintes

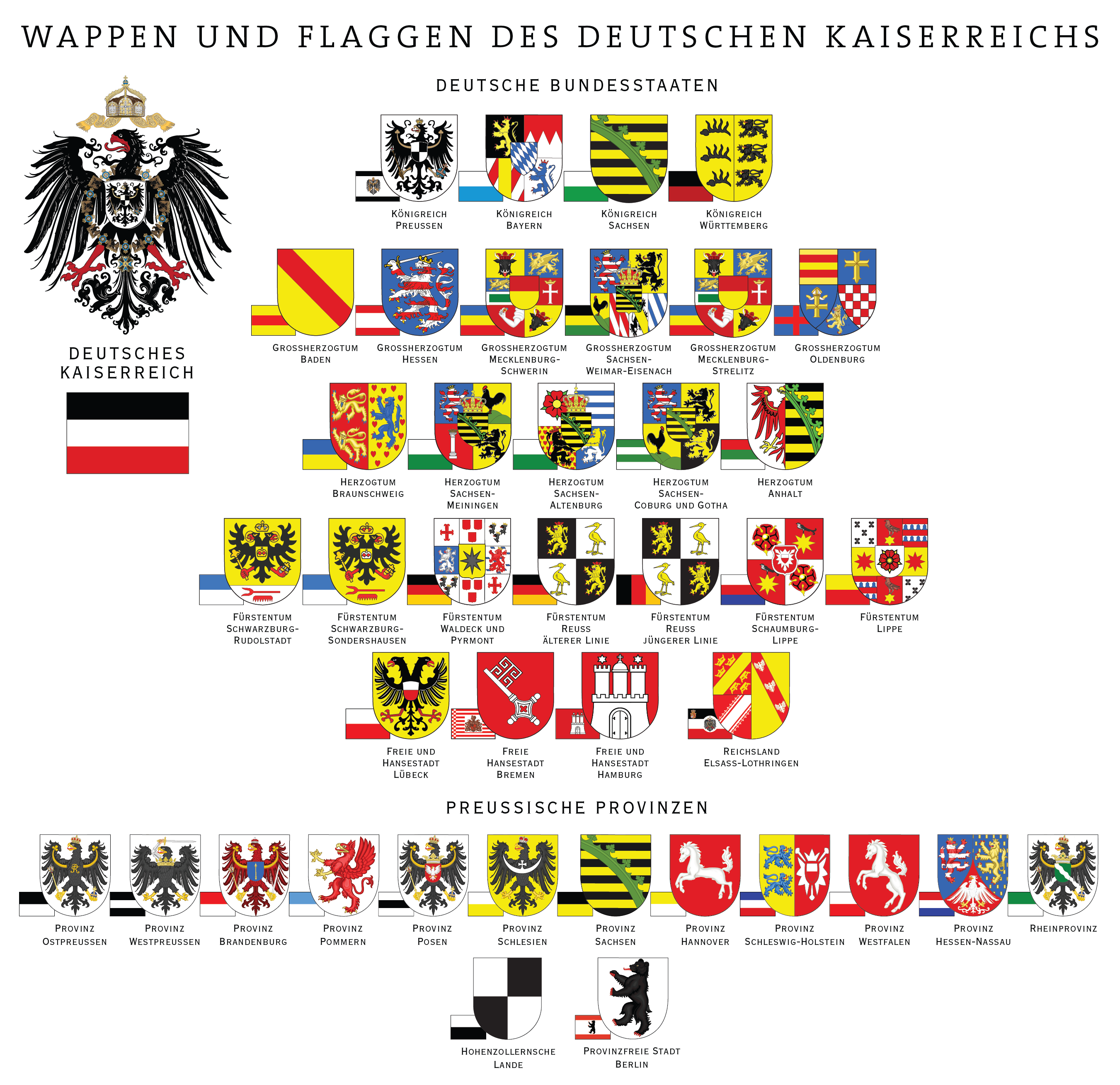
Brasões e bandeiras dos estados constituintes em 1900

Antes da unificação, o território alemão (excluindo Áustria e Suíça) era composto por 27 estados constituintes. Esses estados consistiam em reinos, grão-ducados, ducados, principados, cidades hanseáticas livres e um território imperial. As cidades livres tinham uma forma republicana de governo em nível estadual, embora o Império em geral fosse constituído como uma monarquia, assim como a maioria dos estados. A Prússia era o maior dos estados constituintes, cobrindo dois terços do território do império.
Vários destes estados ganharam soberania após a dissolução do Sacro Império Romano, e foram soberanos de facto a partir de meados de 1600. Outros foram criados como estados soberanos após o Congresso de Viena em 1815. Os territórios não eram necessariamente contíguos – muitos existiam em diversas partes, como resultado de aquisições históricas ou, em vários casos, de divisões das famílias dominantes. Alguns dos estados inicialmente existentes, em particular Hanôver, foram abolidos e anexados pela Prússia como resultado da guerra de 1866.
Cada componente do Império Alemão enviou representantes ao Conselho Federal (Bundesrat) e, através de distritos uninominais, à Dieta Imperial (Reichstag). As relações entre o centro imperial e os componentes do Império eram um tanto fluidas e desenvolvidas de forma contínua. A medida em que o imperador alemão poderia, por exemplo, intervir em ocasiões de sucessão disputada ou pouco clara foi muito debatida ocasionalmente - por exemplo, na crise de herança do Lippe-Detmold.
Excepcionalmente para uma federação e/ou um estado-nação, os estados alemães mantiveram autonomia limitada sobre as relações exteriores e continuaram a trocar embaixadores e outros diplomatas (tanto entre si como diretamente com nações estrangeiras) durante toda a existência do Império. Pouco depois da proclamação do Império, Bismarck implementou uma convenção na qual seu soberano apenas enviaria e receberia enviados de e para outros estados alemães como o Rei da Prússia, enquanto os enviados de Berlim enviados a nações estrangeiras sempre recebiam credenciais do monarca em sua capacidade. como imperador alemão. Desta forma, o Ministério dos Negócios Estrangeiros da Prússia foi em grande parte encarregado de gerir as relações com os outros estados alemães, enquanto o Ministério dos Negócios Estrangeiros Imperial geriu as relações externas da Alemanha.

### Mapa e tabela
|                                                      | \| Estados \| Estados \| Capital \| \| ---------------------------------------------------- \| ---------------------------------------------- \| ------------- \| \| Reinos (Königreiche) \| \| \| \| \| Prússia (Preußen) \| Berlim \| \| \| Baviera (Bayern) \| Munique \| \| \| Saxônia (Sachsen) \| Dresden \| \| \| Württemberg \| Stuttgart \| \| Grão-Ducados (Großherzogtümer) \| \| \| \| \| Baden \| Karlsruhe \| \| \| Hesse (Hessen) \| Darmstadt \| \| \| Mecklemburgo-Schwerin \| Schwerin \| \| \| Mecklemburgo-Strelitz \| Neustrelitz \| \| \| Oldemburgo \| Oldemburgo \| \| \| Saxe-Weimar-Eisenach (Sachsen-Weimar-Eisenach) \| Weimar \| \| Ducados (Herzogtümer) \| \| \| \| \| Anhalt \| Dessau \| \| \| Brunswick (Braunschweig) \| Braunschweig \| \| \| Saxe-Altemburgo (Sachsen-Altenburg) \| Altemburgo \| \| \| Saxe-Coburgo-Gota (Sachsen-Coburg und Gotha) \| Coburgo \| \| \| Saxe-Meiningen (Sachsen-Meiningen) \| Meiningen \| \| Principados (Fürstentümer) \| \| \| \| \| Lippe \| Detmold \| \| \| Reuss-Gera (Linha Júnior) \| Gera \| \| \| Reuss-Greiz (Linha Elder) \| Greiz \| \| \| Eschaumburgo-Lippe \| Buckeburgo \| \| \| Schwarzburg-Rudolstadt \| Rudolstadt \| \| \| Schwarzburg-Sondershausen \| Sondershausen \| \| \| Waldeck e Pyrmont (Waldeck und Pyrmont) \| Arolsen \| \| Cidades Livres e Hanseáticas (Freie und Hansestädte) \| \| \| \| \| Bremen \| \| \| \| Hamburgo \| \| \| \| Lübeck \| \| \| Territórios Imperiais (Reichsländer) \| \| \| \| \| Alsácia-Lorena (Elsass-Lothringen) \| Estrasburgo \| |               |
| Estados                                              | Estados | Capital       |
| Reinos (Königreiche)                                 | |               |
|                                                      | Prússia (Preußen) | Berlim        |
|                                                      | Baviera (Bayern) | Munique       |
|                                                      | Saxônia (Sachsen) | Dresden       |
|                                                      | Württemberg | Stuttgart     |
| Grão-Ducados (Großherzogtümer)                       | |               |
|                                                      | Baden | Karlsruhe     |
|                                                      | Hesse (Hessen) | Darmstadt     |
|                                                      | Mecklemburgo-Schwerin | Schwerin      |
|                                                      | Mecklemburgo-Strelitz | Neustrelitz   |
|                                                      | Oldemburgo | Oldemburgo    |
|                                                      | Saxe-Weimar-Eisenach (Sachsen-Weimar-Eisenach) | Weimar        |
| Ducados (Herzogtümer)                                | |               |
|                                                      | Anhalt | Dessau        |
|                                                      | Brunswick (Braunschweig) | Braunschweig  |
|                                                      | Saxe-Altemburgo (Sachsen-Altenburg) | Altemburgo    |
|                                                      | Saxe-Coburgo-Gota (Sachsen-Coburg und Gotha) | Coburgo       |
|                                                      | Saxe-Meiningen (Sachsen-Meiningen) | Meiningen     |
| Principados (Fürstentümer)                           | |               |
|                                                      | Lippe | Detmold       |
|                                                      | Reuss-Gera (Linha Júnior) | Gera          |
|                                                      | Reuss-Greiz (Linha Elder) | Greiz         |
|                                                      | Eschaumburgo-Lippe | Buckeburgo    |
|                                                      | Schwarzburg-Rudolstadt | Rudolstadt    |
|                                                      | Schwarzburg-Sondershausen | Sondershausen |
|                                                      | Waldeck e Pyrmont (Waldeck und Pyrmont) | Arolsen       |
| Cidades Livres e Hanseáticas (Freie und Hansestädte) | |               |
|                                                      | Bremen |               |
|                                                      | Hamburgo |               |
|                                                      | Lübeck |               |
| Territórios Imperiais (Reichsländer)                 | |               |
|                                                      | Alsácia-Lorena (Elsass-Lothringen) | Estrasburgo   |

### Outros mapas
| {{{caption}}}       |
| Mapa administrativo |

| {{{caption}}}                    |
| Densidade populacional (c. 1885) |

| {{{caption}}}                        |
| Círculos eleitorais para o Reichstag |

| {{{caption}}}                                      |
| Mapa detalhado em 1893 com cidades e vilas maiores |

## Demografia

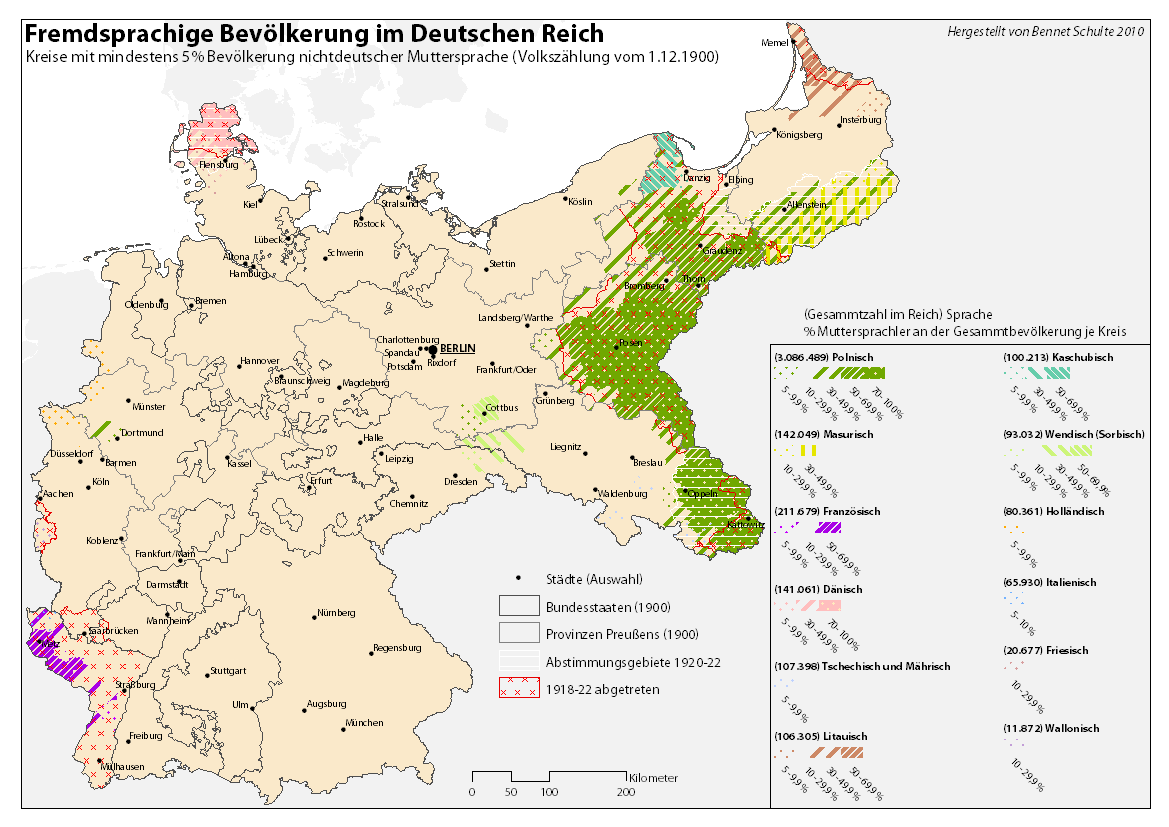
Porcentagem de minorias linguísticas do Império Alemão em 1900 por Kreis

Cerca de 92% da população falava alemão como primeira língua. A única língua minoritária com um número significativo de falantes (5,4%) foi o polaco (um número que sobe para mais de 6% quando se incluem as línguas cassubianas e masúrias relacionadas).
As línguas germânicas não alemãs (0,5%), como o dinamarquês, o holandês e o frísio, localizavam-se no norte e noroeste do império, perto das fronteiras com a Dinamarca, os Países Baixos, a Bélgica, e o Luxemburgo. O baixo alemão era falado em todo o norte da Alemanha e, embora linguisticamente tão distinto do alto alemão (Hochdeutsch) quanto do holandês e do inglês, era considerado "alemão", daí também o seu nome. O dinamarquês e o frísio eram falados predominantemente no norte da província prussiana de Schleswig-Holstein e o holandês nas áreas fronteiriças ocidentais da Prússia (Hanôver, Vestfália, e a província do Reno).
O polonês e outras línguas eslavas ocidentais (6,28%) eram faladas principalmente no leste.
Alguns (0,5%) falavam francês, a grande maioria deles no Reichsland Elsass-Lothringen, onde os francófonos formavam 11,6% da população total.

### Censo de 1900

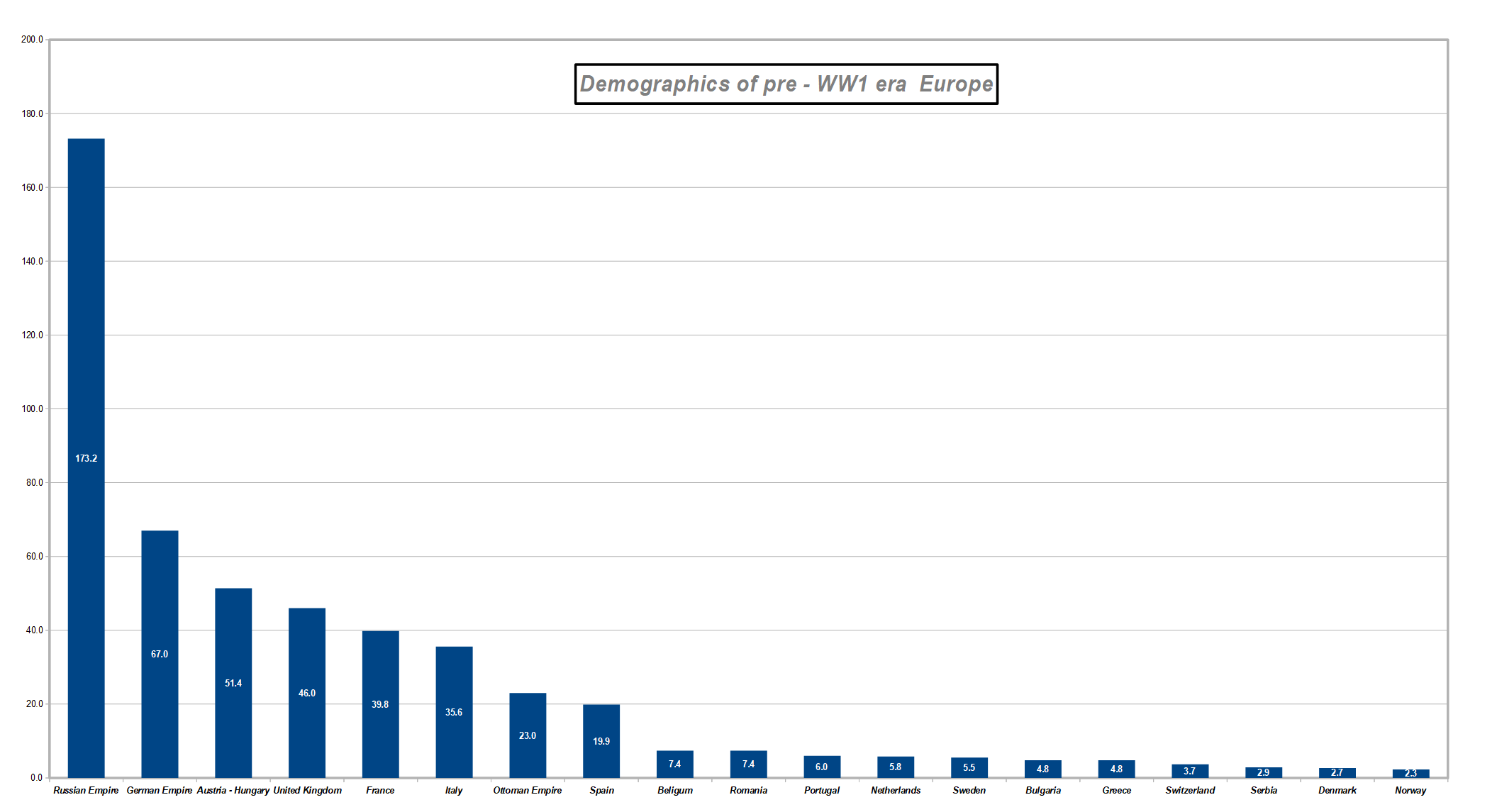
Demografia dos países europeus pré-Primeira Guerra Mundial

| Idioma                            | Contagem   | %     |
| --------------------------------- | ---------- | ----- |
| Alemão (incluindo o Baixo-alemão) | 51.883.131 | 92,05 |
| Alemão e uma língua estrangeira   | 252.918    | 0,45  |
| Polonês                           | 3.086.489  | 5,48  |
| Francês                           | 211.679    | 0,38  |
| Masúria                           | 142.049    | 0,25  |
| Dinamarquês                       | 141.061    | 0,25  |
| Lituano                           | 106.305    | 0,19  |
| Cassubiano                        | 100.213    | 0,18  |
| Sorábio                           | 93.032     | 0,16  |
| Holandês                          | 80.361     | 0,14  |
| Italiano                          | 65.930     | 0,12  |
| Morávia (Tcheco)                  | 64.382     | 0,11  |
| Tcheco                            | 43.016     | 0,08  |
| Frísio                            | 20.677     | 0,04  |
| Inglês                            | 20.217     | 0,04  |
| Russo                             | 9.617      | 0,02  |
| Sueco                             | 8.998      | 0,02  |
| Húngaro                           | 8.158      | 0,01  |
| Espanhol                          | 2.059      | 0,00  |
| Português                         | 479        | 0,00  |
| Outras línguas estrangeiras       | 14.535     | 0,03  |
| Cidadãos imperiais                | 56.367.187 | 100   |

### Mapas linguísticos

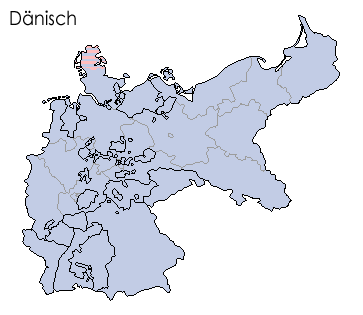
Dinamarquês
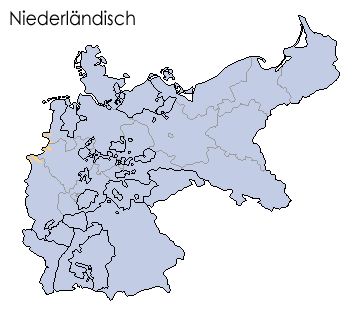
Neerlandês
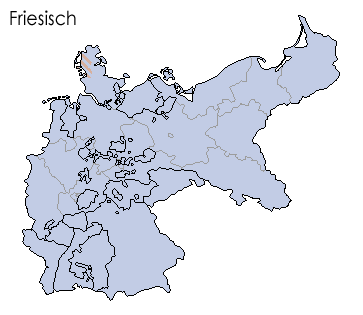
Frísio
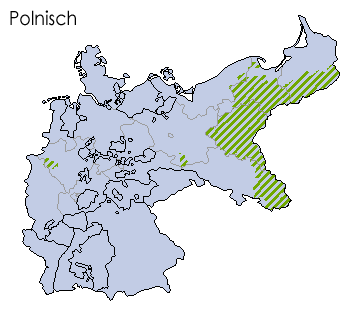
Polonês
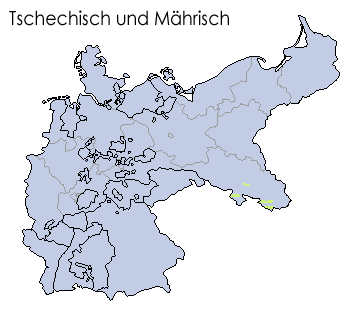
Tcheco (e Morávio)
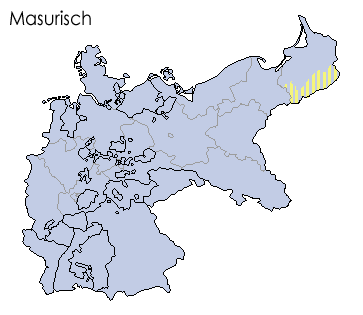
Masuriano
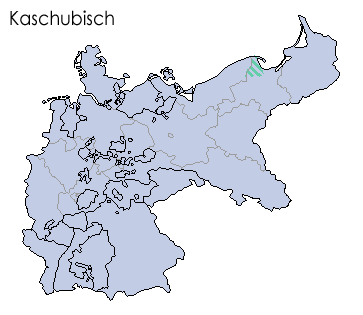
Cassubiano

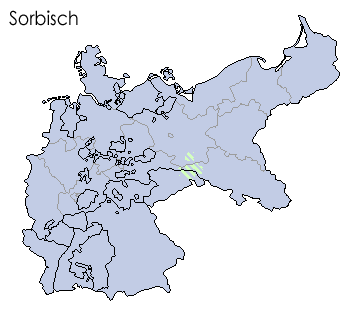
Sorábias
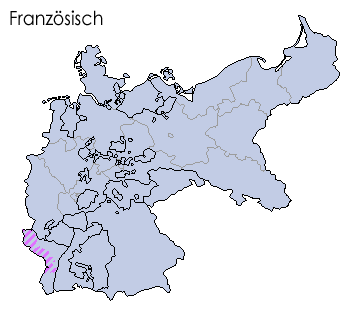
Francês
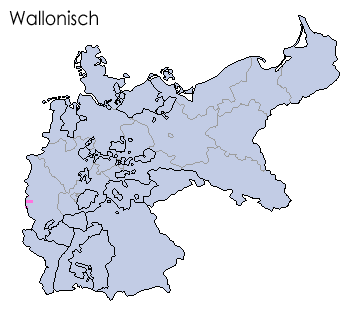
Valão
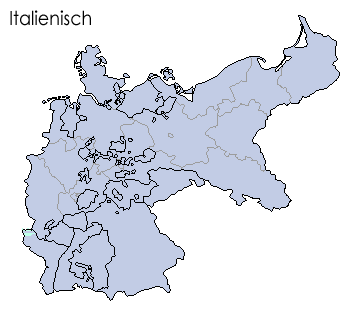
Italiano
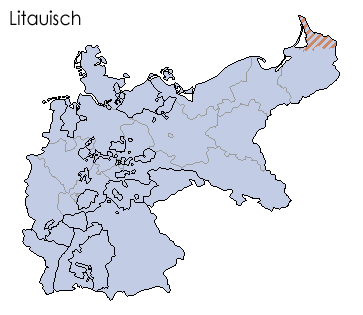
Lituano
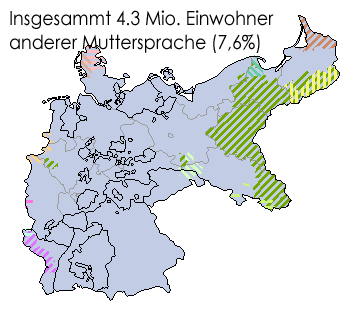
Não-Alemão

## Imigração
Na década de 1860, a Rússia retirou privilégios aos emigrantes alemães e pressionou os imigrantes alemães para que se assimilassem. A maioria dos emigrantes alemães deixou a Rússia após a virada do século. Alguns desses alemães étnicos imigraram para a Alemanha.

## Religião

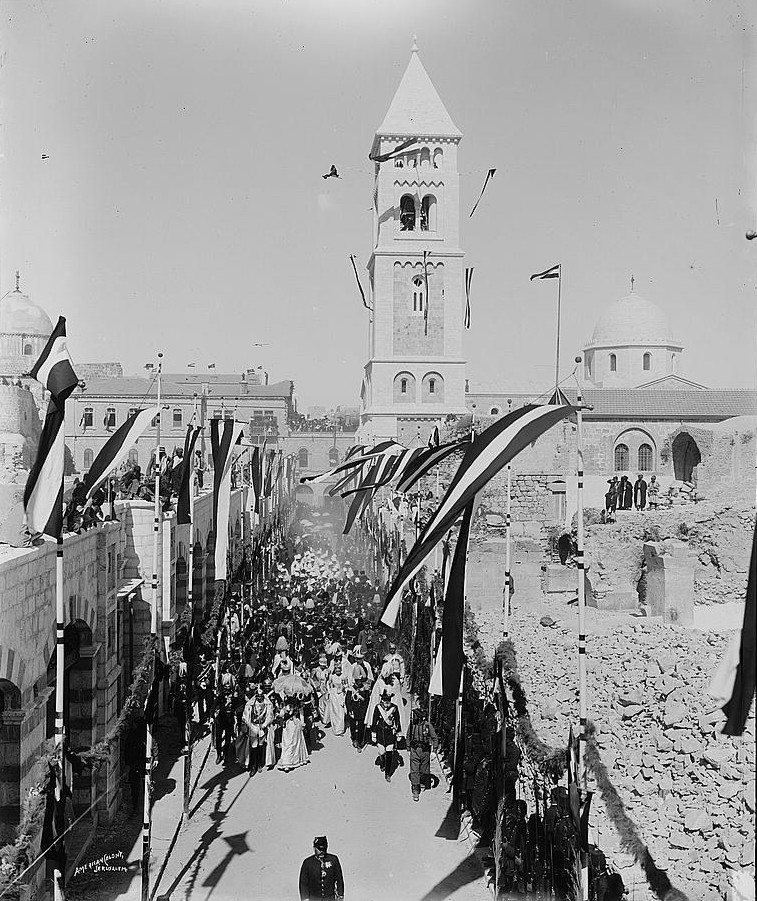
O Imperador Guilherme II, que foi o Governador Supremo da Igreja Evangélica das províncias mais antigas da Prússia, e a Imperatriz Augusta Vitória após a inauguração da Igreja Evangélica do Redentor em Jerusalém (Dia da Reforma, 31 de outubro de 1898)

Geralmente, a demografia religiosa do início do período moderno quase não mudou. Ainda assim, havia quase inteiramente áreas católicas (Baixa e Alta Baviera, norte da Vestfália, Alta Silésia, etc.) e quase inteiramente áreas protestantes (Schleswig-Holstein, Pomerânia, Saxônia, etc.). Preconceitos confessionais, especialmente em relação a casamentos mistos, ainda eram comuns. Pouco a pouco, através da migração interna, a mistura religiosa era cada vez mais comum. Nos territórios orientais, a confissão era quase que exclusivamente percebida como ligada à etnia e a equação "protestante = alemão, católico = polonês" era considerada válida. Nas áreas afetadas pela imigração na região do Ruhr e na Vestfália, bem como em algumas grandes cidades, a paisagem religiosa mudou substancialmente. Isso foi especialmente verdadeiro em áreas amplamente católicas da Vestfália, que mudaram através da imigração protestante das províncias orientais.
Politicamente, a divisão confessional da Alemanha teve consequências consideráveis. Nas áreas católicas, o Partido do Centro Alemão tinha um grande eleitorado. Por outro lado, os Social-Democratas e os Sindicatos Livres costumam receber quase nenhum voto nas áreas católicas do Ruhr. Isso começou a mudar com a secularização surgida nas últimas décadas do Império Alemão.
| Área           | Protestantes | Protestantes | Católicos  | Católicos | Outros cristãos | Outros cristãos | Judeus  | Judeus | Outros | Outros |
| Área           | Número       | %            | Número     | %         | Número          | %               | Número  | %      | Número | %      |
| -------------- | ------------ | ------------ | ---------- | --------- | --------------- | --------------- | ------- | ------ | ------ | ------ |
| Prússia        | 17 633 279   | 64,64        | 9 206 283  | 33,75     | 52 225          | 0,19            | 363 790 | 1,33   | 23 534 | 0,09   |
| Baviera        | 1 477 952    | 27,97        | 3 748 253  | 70,93     | 5 017           | 0,09            | 53 526  | 1,01   | 30     | 0,00   |
| Saxônia        | 2 886 806    | 97,11        | 74 333     | 2,50      | 4 809           | 0,16            | 6 518   | 0,22   | 339    | 0,01   |
| Württemberg    | 1 364 580    | 69,23        | 590 290    | 29,95     | 2 817           | 0,14            | 13 331  | 0,68   | 100    | 0,01   |
| Baden          | 547 461      | 34,86        | 993 109    | 63,25     | 2 280           | 0,15            | 27 278  | 1,74   | 126    | 0,01   |
| Alsácia-Lorena | 305 315      | 19,49        | 1 218 513  | 77,78     | 3 053           | 0,19            | 39 278  | 2,51   | 511    | 0,03   |
| Império Alemão | 28 331 152   | 62,63        | 16 232 651 | 35,89     | 78 031          | 0,17            | 561 612 | 1,24   | 30 615 | 0,07   |

No império colonial alemão da Alemanha, milhões de pessoas praticavam várias religiões indígenas, além de missionários e colonos cristãos. Mais de 2 milhões de muçulmanos também viviam sob o domínio colonial alemão, principalmente na África Oriental Alemã.

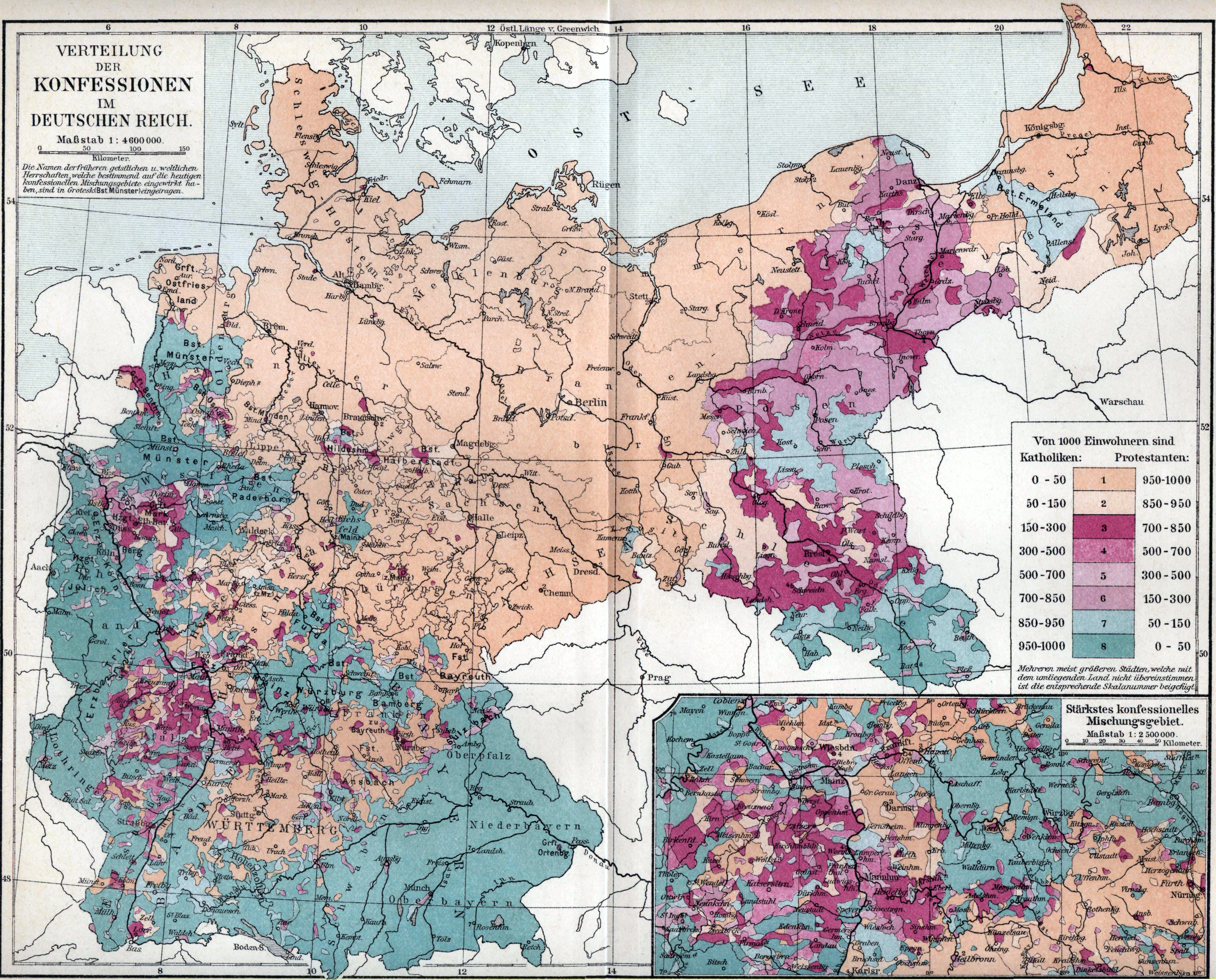
Distribuição de protestantes e católicos no Império Alemão
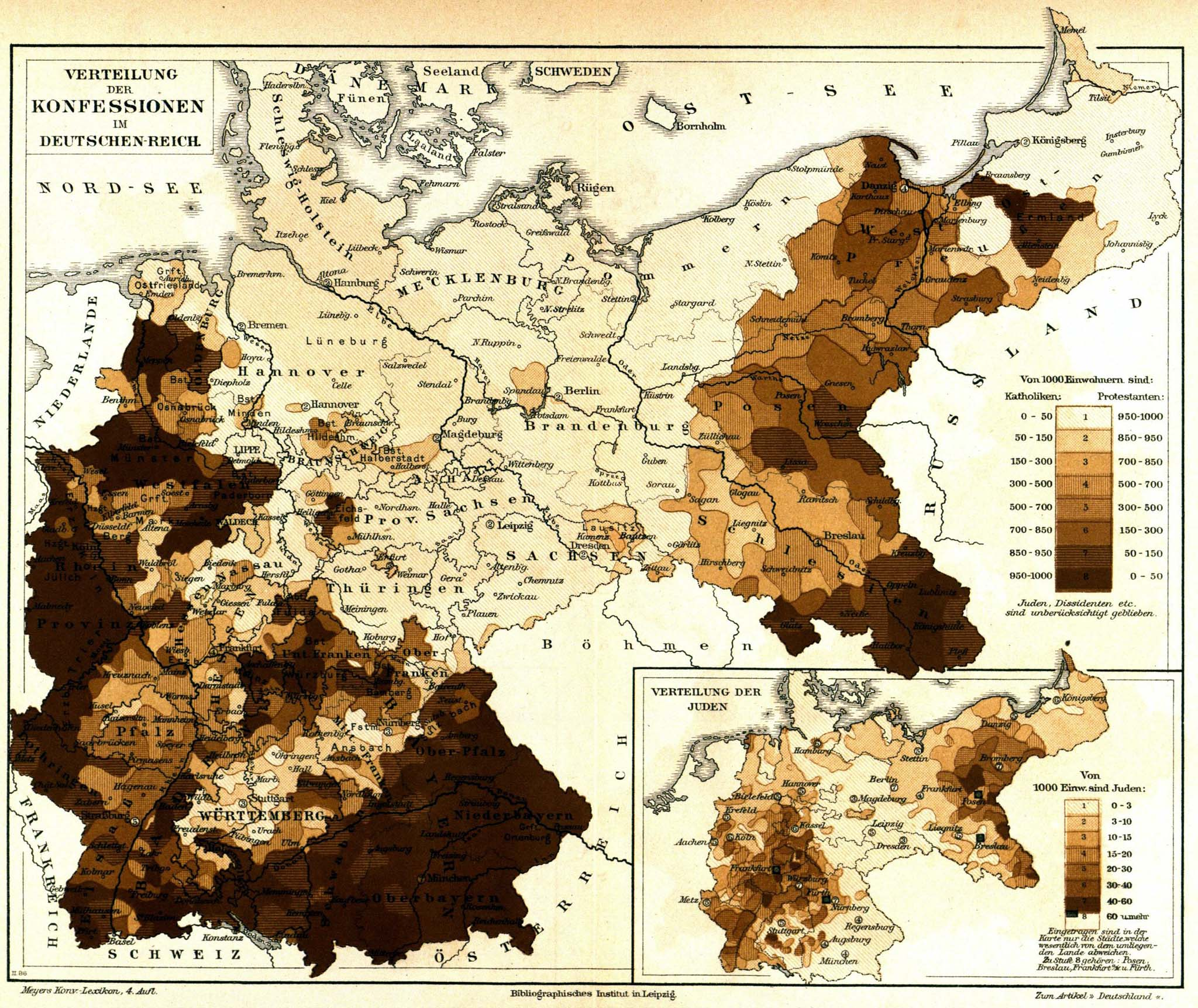
Distribuição de protestantes, católicos e judeus no Império Alemão (Meyers Konversationslexikon)
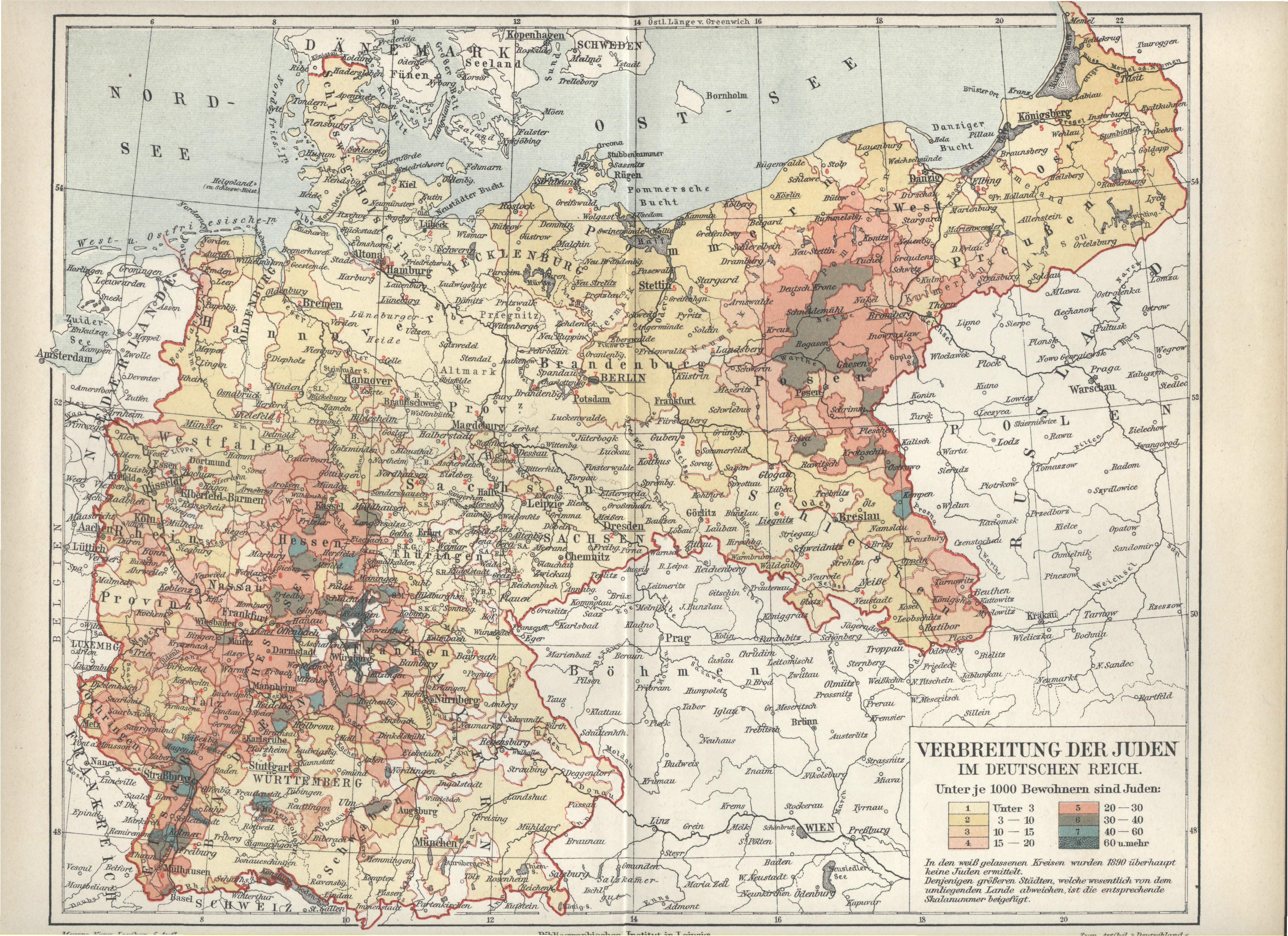
Distribuição de judeus no Império Alemão

## Brasões
| {{{caption}}}                      |
| Grande Brasão Imperial da Alemanha |

| {{{caption}}}                     |
| Brasão Imperial Médio da Alemanha |

| {{{caption}}}                     |
| Brasão Imperial Menor da Alemanha |

## Legado
A derrota e as consequências da Primeira Guerra Mundial e as sanções impostas pelo Tratado de Versalhes moldaram a memória positiva do Império, especialmente entre os alemães que desconfiavam e desprezavam a República de Weimar. Conservadores, liberais, socialistas, nacionalistas, católicos e protestantes, todos tiveram suas próprias interpretações, o que levou a um clima político e social conturbado na Alemanha após o colapso do império.

Bandeira de guerra do Império Alemão. Em 1956, a Cruz de Ferro foi reintroduzida como o símbolo do Bundeswehr, as modernas forças armadas alemãs.

Sob Otto von Bismarck, um estado alemão unido finalmente foi alcançado, mas permaneceu um estado dominado pela Prússia e não incluiu a Áustria Alemã, como os nacionalistas pan-alemães desejavam. A influência do militarismo prussiano, os esforços coloniais do Império e suas proezas industriais vigorosas e competitivas ganharam a aversão e a inveja de outras nações. O Império Alemão promulgou uma série de reformas progressistas, como o primeiro sistema de bem-estar social da Europa e a liberdade de imprensa. Havia também um sistema moderno de eleição do parlamento federal, o Reichstag, no qual todo homem adulto tinha um voto. Isso permitiu que os socialistas e o Partido do Centro Católico desempenhassem papéis consideráveis na vida política do império, apesar da hostilidade contínua dos aristocratas prussianos.
A era do Império Alemão é bem lembrada na Alemanha como um de grande vigor cultural e intelectual. Thomas Mann publicou seu romance Buddenbrooks em 1901. Theodor Mommsen recebeu o prêmio Nobel de literatura um ano depois por sua história. Pintores como os grupos Der Blaue Reiter e Die Brücke deram uma contribuição significativa à arte moderna. A fábrica de turbinas da AEG em Berlim pintada por Peter Behrens, de 1909, pode ser considerada um marco na arquitetura moderna clássica e um excelente exemplo de funcionalismo emergente. Os sucessos sociais, econômicos e científicos deste Gründerzeit, ou época de fundação, às vezes levaram a era Guilhermina a ser considerada uma era de ouro.
No campo da economia, o "Kaiserzeit" lançou as bases do status da Alemanha como uma das principais potências econômicas do mundo. As indústrias de ferro e carvão do Ruhr, Saar e Alta Silésia contribuíram especialmente para esse processo. O primeiro automóvel foi construído por Karl Benz em 1886. O enorme crescimento da produção industrial e do potencial industrial também levou a uma rápida urbanização da Alemanha, que transformou os alemães em uma nação de moradores de cidades. Mais de 5 milhões de pessoas deixaram a Alemanha para os Estados Unidos durante o século XIX.

### Sonderweg
Muitos historiadores enfatizaram a importância central de um Sonderweg alemão ou "caminho especial" (ou "excepcionalismo") como a raiz do nazismo e da catástrofe alemã no século XX. Segundo a historiografia de Kocka (1988), o processo de construção da nação a partir do alto teve implicações muito graves a longo prazo. Em termos de democracia parlamentar, o Parlamento foi mantido fraco, os partidos foram fragmentados e houve um alto nível de desconfiança mútua. Os nazistas construíram os elementos antipluralistas e iliberais da cultura política de Weimar. As elites Junkers (os grandes proprietários de terras no leste) e os altos funcionários públicos usaram seu grande poder e influência até o século XX para frustrar qualquer movimento em direção à democracia. Eles tiveram um papel especialmente negativo na crise de 1930-1933. A ênfase de Otto von Bismarck na força militar ampliou a voz do corpo de oficiais, que combinava modernização avançada da tecnologia militar com políticas reacionárias. As elites da classe média alta em ascensão, nos mundos empresarial, financeiro e profissional, tendiam a aceitar os valores das antigas elites tradicionais. O Império Alemão era para Hans-Ulrich Wehler uma estranha mistura de industrialização capitalista de grande sucesso e modernização socioeconômica, por um lado, e de instituições pré-industriais sobreviventes, relações de poder e culturas tradicionais, por outro. Wehler argumenta que produziu um alto grau de tensão interna, o que levou, por um lado, à supressão de socialistas, católicos e reformadores, e, por outro, a uma política externa altamente agressiva. Por essas razões, Fritz Fischer e seus alunos enfatizaram a principal culpa da Alemanha por causar a Primeira Guerra Mundial.
Hans-Ulrich Wehler, líder da Escola de História Social de Bielefeld, coloca as origens do caminho da Alemanha para o desastre nas décadas de 1860 a 1870, quando ocorreu a modernização econômica, mas a modernização política não aconteceu e a antiga elite rural prussiana permaneceu firme controle do exército, diplomacia e serviço público. A sociedade tradicional, aristocrática e pré-moderna lutou contra uma sociedade capitalista, burguesa e modernizadora emergente. Reconhecendo a importância das forças modernizadoras na indústria e na economia e no campo cultural, Wehler argumenta que o tradicionalismo reacionário dominava a hierarquia política do poder na Alemanha, bem como as mentalidades sociais e as relações de classe (Klassenhabitus). A política catastrófica alemã entre 1914 e 1945 é interpretada em termos de uma modernização atrasada de suas estruturas políticas. No cerne da interpretação de Wehler está o tratamento da "classe média" e da "revolução", cada uma das quais foi fundamental para moldar o século XX. O exame de Wehler do domínio nazista é moldado por seu conceito de "dominação carismática", que se concentra fortemente em Adolf Hitler.
O conceito historiográfico de um Sonderweg alemão tem uma história turbulenta. Os estudiosos do século XIX, que enfatizavam um caminho alemão separado para a modernidade, o consideravam um fator positivo que diferenciava a Alemanha do "caminho ocidental" tipificado pelo Reino Unido. Eles enfatizaram o forte estado burocrático, as reformas iniciadas por Bismarck e outros líderes fortes, o ethos dos serviços da Prússia, a alta cultura da filosofia e da música e o pioneirismo da Alemanha em um estado de bem-estar social. Na década de 1950, historiadores da Alemanha Ocidental argumentaram que o Sonderweg levou a Alemanha ao desastre de 1933-1945. As circunstâncias especiais das estruturas e experiências históricas alemãs foram interpretadas como pré-condições que, embora não causassem diretamente o nacional-socialismo, dificultaram o desenvolvimento de uma democracia liberal e facilitaram o surgimento do fascismo. O paradigma de Sonderweg deu impulso a pelo menos três linhas de pesquisa na historiografia alemã: o "longo século XIX", a história da burguesia e comparações com a Alemanha Ocidental. Após 1990, o aumento da atenção às dimensões culturais e à história comparativa e relacional transferiu a historiografia alemã para diferentes tópicos, com muito menos atenção ao Sonderweg. Embora alguns historiadores tenham abandonado a tese de Sonderweg, eles não forneceram uma interpretação alternativa geralmente aceita.

## Militares
Os militares do Imperio Alemão eram:
- o Exército Imperial Alemão, que incluía
  - a Schutztruppe,
  - a Polizeitruppen,
  - a Luftstreitkräfte, e
- a Marinha Imperial Alemã,
  - o Seebataillon.

## Legado territorial

Os territórios alemães perdidos em ambas as Guerras Mundiais são mostrados em preto, enquanto a atual Alemanha está marcada em cinza escuro neste mapa de 1914.

Além da atual Alemanha, grande parte do que compunha o Império Alemão agora pertence a vários outros países europeus.
| When lost from Germany                                 | Território | País            | Região |
| ------------------------------------------------------ | --- | --------------- | --- |
| Both World Wars                                        | Alsácia-Lorena | França          | Os departamentos do Baixo Reno, Alto Reno (ambos na região da Alsácia) e Mosela (parte nordeste da região da Lorena) |
| Both World Wars                                        | Eupen-Malmedy | Bélgica         | As duas cidades de Eupen e Malmedy e as comunas de Amel, Büllingen, Burg-Reuland, Bütgenbach, Kelmis, Lontzen, Raeren, Waimes e Sankt Vith (todos fazem parte da província de Liège na região da Valônia, na fronteira entre Bélgica e Alemanha) |
| World War II                                           | Wylerberg | Países Baixos   | Duivelsberg (em alemão: Wylerberg), uma colina desabitada e algumas faixas de terra próximas, anexadas pelos Países Baixos após a Segunda Guerra Mundial                                                                                         |
| World War I                                            | Norte de Schleswig | Dinamarca       | Condado de Jutlândia do Sul (excluindo as cidades de Taps, Hejle e Vejstrup) e as cidades de Hviding, Roager e Spandet |
| Both World Wars                                        | Região de Hultschin | República Checa | Região de Hlučín, na fronteira tcheco-polonesa na Silésia, cuja população alemã foi parcialmente deportada após a Segunda Guerra Mundial; parte da Checoslováquia até sua dissolução em 1992                                                     |
| Both World Wars                                        | Território de Memel | Lituânia        | Território de Memel, transferida para a Lituânia soviética e da qual os alemães foram deportados após a Segunda Guerra Mundial; continuou como parte da Lituânia após o colapso da União Soviética                                               |
| Both World Wars                                        | A maior parte da Prússia Ocidental e Posen, uma parte da Alta Silésia, partes dos distritos de Bytów, Lauemburgo e Stolp na Pomerânia, Soldau na Prússia Oriental | Polônia         | Voivodias da Silésia, Pomerânia e Grande Polônia, cidades de Bytów, Lębork, Słupsk e Działdowo (a população alemã foi deportada após a Segunda Guerra Mundial)                                                                                   |
| World War II                                           | Silésia, Brandemburgo Oriental, Vármia, Masúria, sul da Prússia Oriental, partes centrais e oriental da Pomerânia                                                 | Polônia         | Partes norte e oeste do país, incluindo Pomerânia, Silésia, Terra de Lubusz, Vármia-Masúria, todos os alemães foram deportados após a Segunda Guerra Mundial                                                                                     |
| World War II                                           | Norte da Prússia Oriental | Rússia          | O exclave de Oblast de Kaliningrado no Báltico, de onde os alemães foram deportados após a Segunda Guerra Mundial. Transferido para a Rússia Soviética e continuou como parte da Rússia após o colapso da União Soviética                        |
| Indica territórios perdidos na Primeira Guerra Mundial | |                 | |
| Indica territórios perdidos nas duas guerras mundiais  | |                 | |
| Indica territórios perdidos na Segunda Guerra Mundial  | |                 | |

### Historiografia
- Berghahn, Volker Rolf. "Structure and Agency in Wilhelmine Germany: The history of the German Empire, Past, present and Future," in Annika Mombauer and Wilhelm Deist, eds. The Kaiser: New Research on Wilhelm II's Role in Imperial Germany (2003) pp 281–93, historiography
- Chickering, Roger, ed. Imperial Germany: A Historiographical Companion (1996), 552pp; 18 essays by specialists
- Dickinson, Edward Ross. "The German Empire: an Empire?" History Workshop Journal Issue 66, (Autumn 2008) online in Project MUSE, with guide to recent scholarship
- Eley, Geoff; Retallack, James (2004),  Eley, Geoff; Retallack, James, eds., Wilhelminism and Its Legacies: German Modernities, Imperialism, and the Meanings of Reform, 1890–1930, ASIN 1571816879
- Jefferies, Matthew. Contesting the German Empire 1871–1918 (2008) excerpt and text search
- Müller, Sven Oliver, and Cornelius Torp, ed. Imperial Germany Revisited: Continuing Debates and New Perspectives (2011)
- Reagin, Nancy R. "Recent Work on German National Identity: Regional? Imperial? Gendered? Imaginary?" Central European History (2004) v 37, pp 273–289 doi:10.1163/156916104323121483